# Bundesbahndirektion Mainz
Die Bundesbahndirektion Mainz war ein Verwaltungsbezirk der Deutschen Bundesbahn mit Sitz in Mainz. Unter anderen Bezeichnungen übte sie die gleiche Funktion unter anderem für die Deutsche Reichsbahn und zuvor seit 1897 für die Preußisch-Hessische Eisenbahngemeinschaft aus. Sie wurde 1972 aufgelöst.

Erstes Direktionsgebäude (ehemalige Direktion der Hessischen Ludwigsbahn)

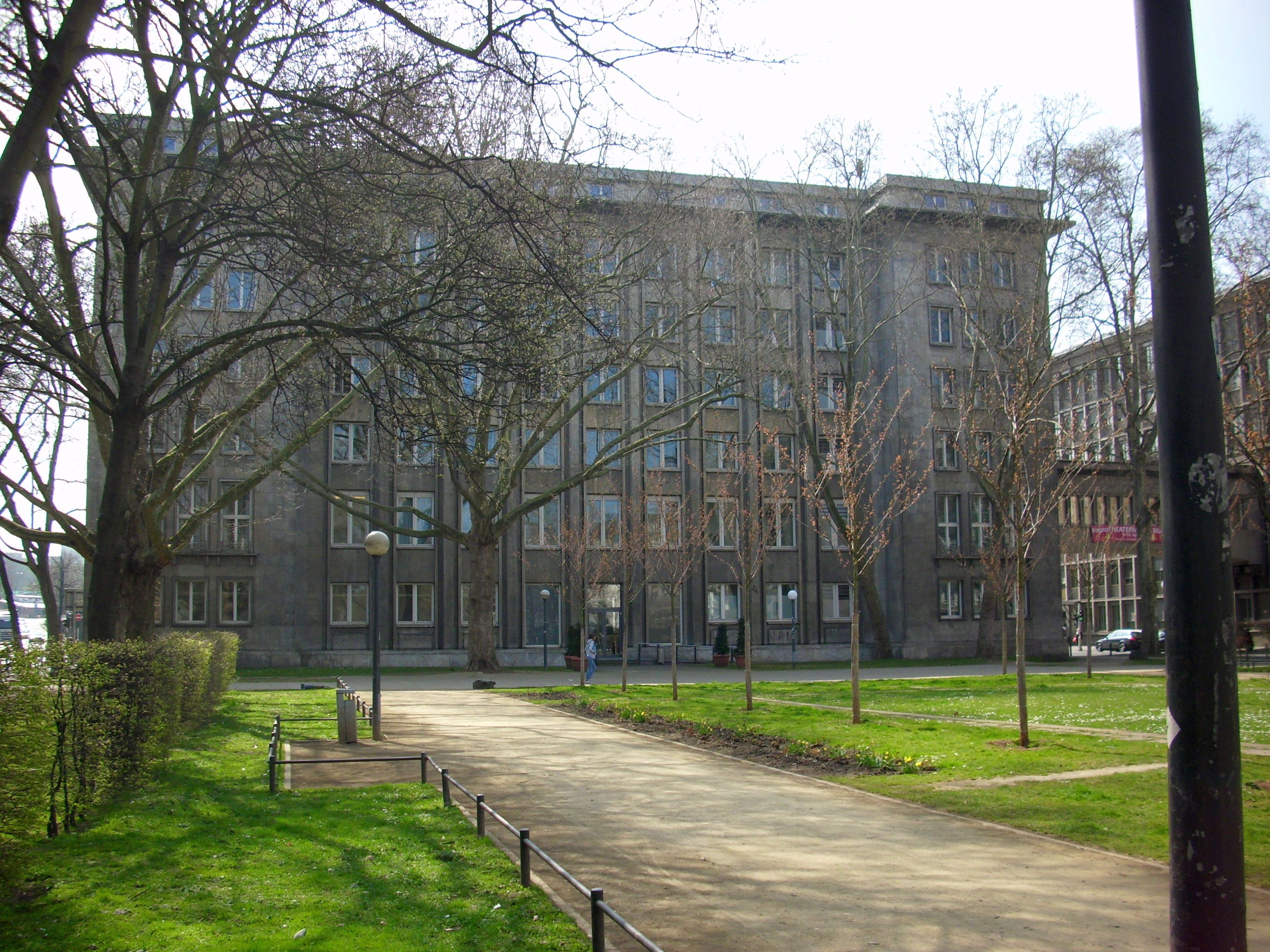
Erweiterungsbau von 1938

## Geschichte

### Königlich Preußische und Großherzoglich Hessische Eisenbahndirektion

#### Gründung

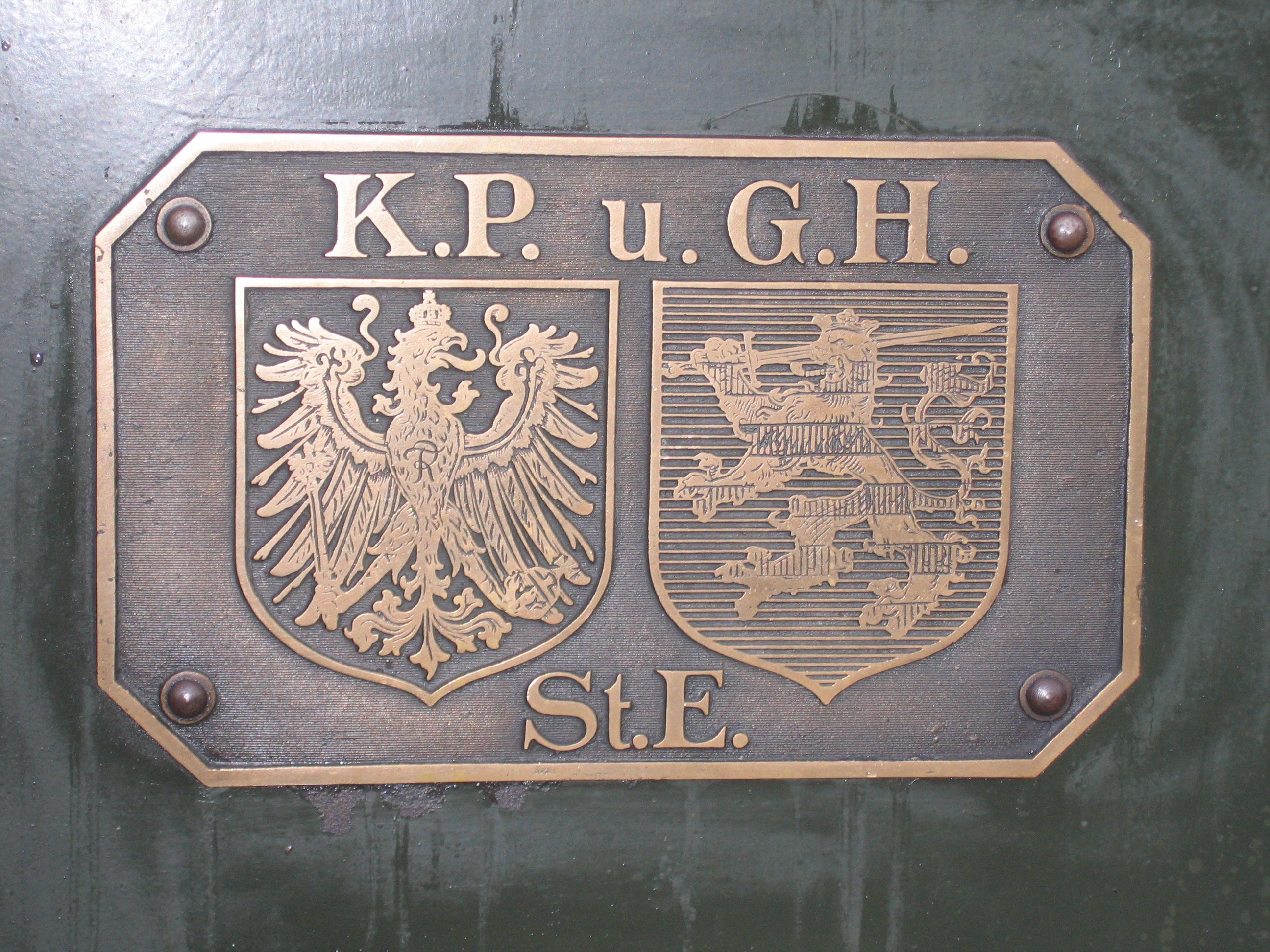
Eigentümer-Plakette an einer Lokomotive der Königlich Preußischen und Großherzoglich Hessischen Staatseisenbahnen

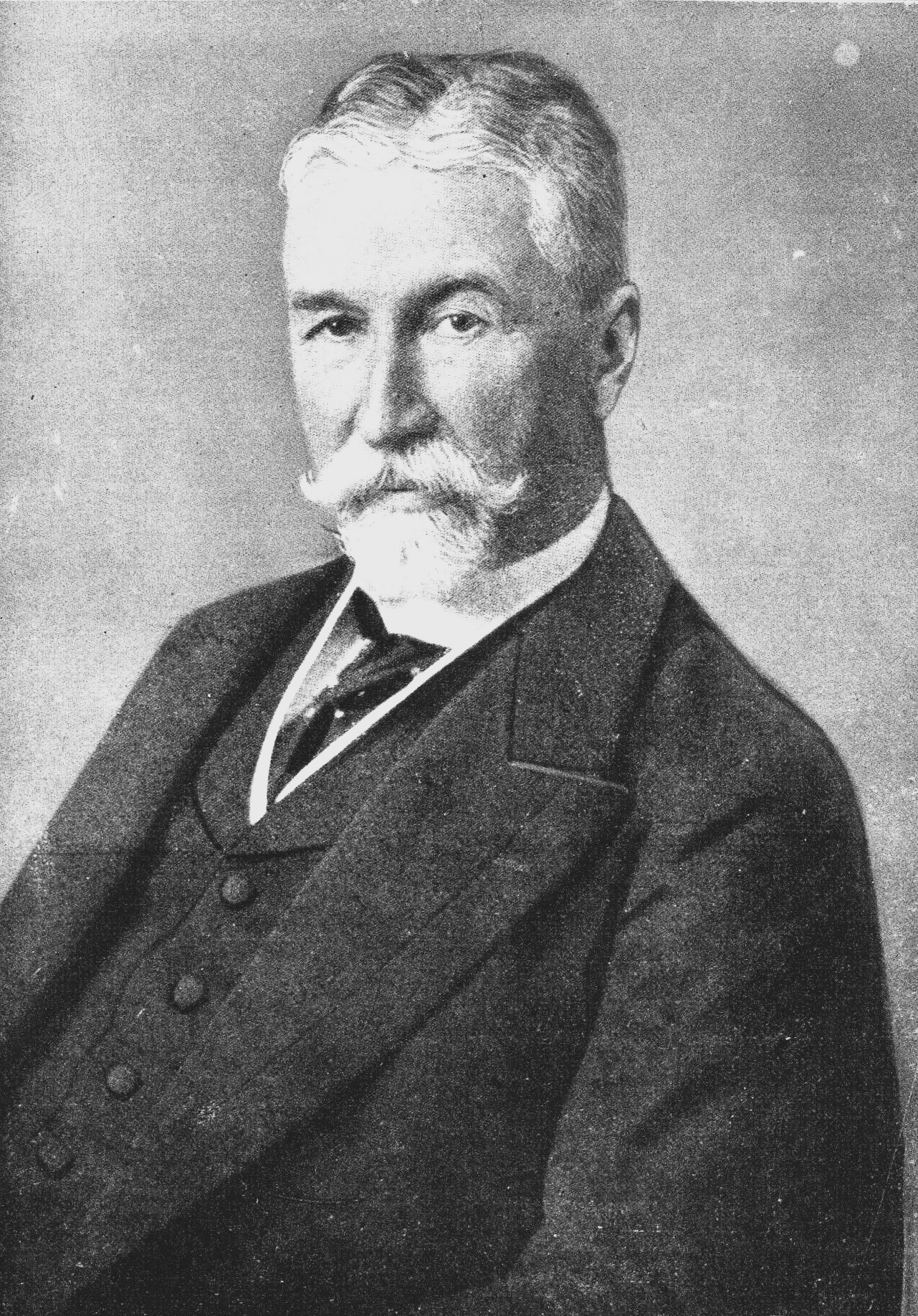
Gründungs-Präsident Paul von Breitenbach

Erstes Direktionsgebäude

Eine Eisenbahndirektion in Mainz war von Seiten Preußens zunächst gar nicht vorgesehen. Dort war zunächst geplant, die zu verstaatlichenden Bahnen auf die Direktionen Frankfurt, Köln und St. Johann-Saarbrücken zu verteilen. Die Direktion in Mainz war ein Verhandlungserfolg des Großherzogtums Hessen. Ihr wurden allerdings nicht alle verstaatlichten Strecken unterstellt, sondern im Wesentlichen die, die in den Provinzen Starkenburg und Rheinhessen lagen. Die Strecken in der Provinz Oberhessen fielen an die rein preußische Direktion Frankfurt (Main).
Gegründet wurde die Mainzer Direktion zum 1. Februar 1897, um das Streckennetz der 1897 vereinigten Preußisch-Hessischen Eisenbahngemeinschaft zu verwalten. Als Dienstsitz bezog sie das ehemalige Direktionsgebäude der Hessischen Ludwigsbahn in Mainz aus dem Jahr 1888. Gründungs-Präsident war Paul von Breitenbach. Im Leitungsgremium der Direktion war je ein Sitz für einen hessischen und einen badischen Beamten reserviert.
Zum 1. Februar 1897 übernahm sie die Verwaltung der Strecken der Hessischen Ludwigsbahn, zum 1. April 1897 traten eine Reihe von Strecken aus dem Bestand der Preußischen Staatsbahnen hinzu. Die Zuständigkeit der Direktion hinsichtlich der ihr zugeordneten Bahnstrecken änderte sich später zum Teil. Das Gebiet der Direktion erstreckte sich bis zum Ende des Zweiten Weltkriegs über die Provinz Rheinhessen und die Provinz Starkenburg des Volksstaats Hessen sowie entlang des Rheins bis unmittelbar südlich von Koblenz, entlang von Nahe und Glan und ab dem 1. April 1937, nach Übernahme des verbliebenen Zuständigkeitsbereichs der Reichsbahndirektion Ludwigshafen, auch über die Pfalz.
Zum Sommerfahrplan 1898, der am 1. Mai in Kraft trat, wurde das System der Zugnummern im Direktionsbezirk neu geordnet, zum Winterfahrplan des gleichen Jahres die 4. Wagenklasse eingeführt. Da es dort nur wenige Sitz- und überwiegend Stehplätze gab, kam es in der Folge zu Verspätungen, weil die Reisenden am Zug entlang liefen und nach einem freien Sitzplatz suchten, satt einzusteigen. Auch sonst wurde Service reduziert: Das Nachlösen von Fahrkarten im Zug war seit Oktober 1898 nur noch in Ausnahmefällen möglich: Die Reisenden mussten am nächsten Bahnhof aussteigen und sich dort an den Fahrkartenschalter begeben. 1898 wurde auch eine Eisenbahnschule zur Ausbildung des höheren Personals gegründet. Geleitet wurde sie vom Vorstand des Betriebsbüros, Schullokal war der Konferenzsaal der Eisenbahndirektion; ein „Lehr- und Stundenplan“ wurde aufgestellt und veröffentlicht. Ebenfalls 1898 erhielt die Direktion eine direkte telegrafische Verbindung mit der Eisenbahnabteilung im preußischen Ministerium der öffentlichen Arbeiten in Berlin. Zugleich waren alle Betriebsinspektionen der Direktion mit dieser nun telegrafisch verbunden.

#### Zuständigkeit
Die Eisenbahndirektion Mainz war anfangs im Wesentlichen für die nunmehr verstaatlichten Strecken der ehemaligen Hessischen Ludwigsbahn und der ehemaligen Großherzoglich Hessischen Staatseisenbahnen zuständig.
Zum 1. Oktober 1902 wurde die Main-Neckar-Eisenbahn-Gesellschaft (MNB) mit dem Staatsvertrag über die Vereinfachung der Eisenbahnverwaltung vom 14. Dezember 1901 als Kondominalbahn zwischen Preußen, Hessen und Baden aufgelöst. Der auf badischem Gebiet liegende Streckenteil kam zu den Großherzoglich Badischen Staatseisenbahnen. Der Streckenteil, der auf hessischem Gebiet lag, wurde überwiegend der Direktion Mainz unterstellt. Ausgenommen hiervon war der Streckenabschnitt nördlich des Bahnhofs Frankfurt-Louisa, der auf preußischem Gebiet lag und der Direktion Frankfurt zugeschlagen wurde. Außerdem gingen die staatseigenen hessischen Strecken an die Mainzer Direktion über, die bisher von der MNB betrieben worden waren. Bereits einen Monat später war der Übergang reibungslos vollzogen und Minister Hermann von Budde sprach dafür seinen Dank gegenüber der Direktion Mainz aus.
Zum 1. April 1904 gab es eine Reihe von Änderungen bei der Abgrenzung zu den Nachbardirektionen Frankfurt/Main und St. Johann/Saarbrücken. Anlass war vor allem die Inbetriebnahme der Umgehungsbahn Mainz und ihrer zusätzlichen Rhein- und Mainbrücke (Kaiserbrücke und Eisenbahnbrücke Hochheim).
Zum 1. Oktober 1907 gab es erneut örtliche Zuständigkeitsänderungen gegenüber der Direktion Frankfurt/Main.

#### Weitere Entwicklung
Zum 1. April 1902 wurden die Telegrafenmeistereien aufgelöst, die Wartung der Geräte den bedienenden Beamten vor Ort übertragen, die übrigen Wartungsarbeiten von den Bahnmeistereien wahrgenommen und bauliche Angelegenheiten den Betriebsinspektionen übertragen. Die Telegrafenleitungen konnten auch für den privaten Depeschenverkehr genutzt werden.
Anfang 1904 waren alle preußischen Strecken des Direktionsbezirks, auf denen Schnellzüge verkehrten, mit Telefonen („Fernsprechern“) ausgerüstet, 1906 dann auch die auf hessischem Gebiet liegenden.
1906 erhielten alle die Blockstellen, die bisher nur mit einer Nummer bezeichnet wurden, einen Namen und alle Blockstellen Namensschilder.
Ebenfalls 1906 wurden die Lokomotiven umnummeriert:
- Schnellzuglokomotiven 1–1500
- Personenzuglokomotiven 1501–3000
- Güterzuglokomotiven 3001–6000
- Tenderlokomotiven 6001–9000

Für das Jahr 1909 wurde ein Verzeichnis über die Streckeneinteilung der Haupt- und Nebeneisenbahnen des Direktionsbezirks Mainz[,] die der Berechnung der geleisteten Wagenkilometer zugrunde zu legen sind veröffentlicht, die den kompletten Bestand der damals betriebenen Strecken wiedergibt.
1910 wurden durch einen Erlass König Wilhelm II. die bisher als „Inspektion“ bezeichneten Dienststellen der Direktion in „Amt“ umbenannt.
Im Zuständigkeitsbereich der Direktion gab es, um bei Eisenbahnunfällen Hilfe leisten zu können, 1912 vier Hilfszüge und zusätzlich fünf „Hilfsgerätewagen“. Den Zügen waren je einzelne Strecken oder Streckenabschnitte für den Erstzugriff zugewiesen.
Zum Abend des 1. April 1913 gingen auf einer Reihe von Hauptstrecken der Direktion (die heute noch gebräuchlichen) Doppellicht-Vor- und Langsamfahrt-Lichtsignale in Betrieb. Die Vorsignale an den übrigen Strecken im Direktionsbezirk wurden im Laufe eines Jahres umgestellt, so dass Anfang 1914 alle Strecken des Direktionsbezirks mit den neuen Signalen ausgerüstet waren.

#### Bezirkseisenbahnrat Frankfurt am Main
1881 wurde im Großherzogtum Hessen ein Eisenbahnrat eingerichtet, 1882 in Preußen der Preußische Landeseisenbahnrat sowie eine Reihe regional zuständiger Bezirkseisenbahnräte. In diesen beratenden Gremien waren Handel, Industrie, Agrar- und Forstwirtschaft vertreten. Bereits 1874 gab es eine entsprechende Einrichtung bei den Reichseisenbahnen in Elsaß-Lothringen.
Nach der Fusion der Bahnen 1896 wurde der hessische Eisenbahnrat 1897 aufgelöst. Zuständig war nun der Bezirkseisenbahnrat Frankfurt am Main, der neben der Mainzer Direktion auch noch für die Eisenbahndirektionen Frankfurt am Main und Kassel zuständig war. Er befasste sich hauptsächlich mit der Fahrplangestaltung, Ausnahmetarifen im Güterverkehr und brachte regionale Aspekte in den Preußischen Landeseisenbahnrat ein. Die Geschäftsführung für den Bezirkseisenbahnrat Frankfurt am Main lag bei der Frankfurter Direktion. Auch die Sitzungen fanden in Frankfurt statt, in der Regel zwei Mal im Jahr. Die Mainzer Direktion arbeitete der Frankfurter Direktion in den entsprechenden Angelegenheiten zu und war selbst in den Sitzungen des Bezirkseisenbahnrats Frankfurt am Main vertreten. Für die Zeit zwischen den Sitzungen bildete der Bezirkseisenbahnrats Frankfurt am Main einen ständigen Ausschuss, der in dieser Zeit die Aufgaben des Bezirkseisenbahnrats Frankfurt am Main wahrnahm.

#### Eisenbahnvereine
Um die Jahrhundertwende begann eine Welle der Gründung lokaler Eisenbahnvereine im Direktionsbezirk. Zweck der Vereine war es, Beamte, „Hülfsbeamte“ und Arbeiter der Staatseisenbahn zu patriotischen, gemeinnützigen und geselligen Zwecken zu vereinigen. Die Vereine dienten dazu, die Mitarbeiter in verstärktem Maß an Staat und Staatsbahn zu binden, die Corporate Identity zu stärken und die im Bereich der Eisenbahn aufkommenden Gewerkschaften abzuwehren. Dazu wurden den Vereinen Vergünstigungen gewährt, etwa ihre Post kostenlos mit der Bahn befördert, wie Dienstpost. Das Beitritts- und Kassenwesen – Kassenführer der Bahn dienten als „Vertrauensmänner“ – wurde über die Dienststellenvorsteher organisiert, Vereinsbeiträge durch sie eingezogen.
Für das einzelne Mitglied und seine Familie gab es Vergünstigungen: So wurde entweder für die Weihnachtsfeier oder die Feier des Kaisergeburtstags eine Freifahrt gewährt. Bei Vereinen mit Sitz im Großherzogtum Hessen gab es eine zusätzliche Freifahrt zur Geburtstagsfeier des Großherzogs. Aber auch günstigere Tarife bei Lebensversicherungen und Zeitschriftenabonnements wurden Vereinsmitgliedern angeboten, sowie Rechts- und Sozialberatung. Auch hatten die Vereine die Möglichkeit bahneigene Ländereien kostengünstig zu pachten und ihren Mitgliedern zur Verfügung zu stellen.
In Mainz gab es neben dem Vereinsvorstand drei Ausschüsse: Einer organisierte die geselligen Veranstaltungen, einer die Bücherei und der dritte kümmerte sich um Versicherungen und die Spar- und Darlehenskasse. Letztere durfte für ihre Kassengeschäfte durch die Kassen der Eisenbahn abwickeln lassen, führte in der Folge die Bezeichnung Spar- und Darlehenskasse von Eisenbahnbeamten, Hilfsbeamten und Arbeitern im Eisenbahndirektionsbezirk Mainz E. G. m. b. H. und beteiligte sich während des Ersten Weltkriegs auch daran, die Einlagen seiner Mitglieder den Kriegsanleihen zufließen zu lassen.
Weiter gab es einen Beirat, der Mitglieder in rechtlich und wirtschaftlich schwierigen Lagen beriet. Eine der ersten Aktionen des Mainzer Vereins war es, Kaiser Wilhelm II. zu seinem Geburtstag am 27. Januar 1900 zu gratulieren. Noch 1900 richtete der Verein in der Eilgutabfertigung des Mainzer „Centralbahnhofs“ eine Leihbücherei und ein Lesezimmer für die Mitarbeiter ein.
Die Vereine sammelten Geld für „patriotische“ Zwecke. So spendeten die Vereine von Mainz, Darmstadt und Worms gemeinsam 1.164,63 Mark an das Rote Kreuz zugunsten der deutschen Truppen in China.
Am 20. Februar 1904 wurde ein Dachverband von 268 Eisenbahnvereinen mit insgesamt 170.000 Mitgliedern aus den Preußisch-Hessischen Staatsbahnen in Kassel gegründet, ab 1907 wurden die Eisenbahnvereine als eigene Nachrichten-Rubrik im Amtsblatt der Direktion geführt.
1908 hatten sich derart viele Vereine (ca. 40), auch an kleinen Standorten im Direktionsbezirk gebildet, dass die Direktion sich veranlasst sah, dem einen Riegel vorzuschieben. Einige der Vereine seien so klein, dass sie die sich selbst gesetzten Aufgaben nicht erfüllen könnten. Die Direktion versuchte der Gründung neuer Vereine einen Riegel vorzuschieben, indem sie sich ein Einspruchsrecht gegen die Gründung neuer Vereine zu sichern suchte. Auch sonst wurden die Vereine seitens der Direktion wie Dienststellen behandelt. 1911 hatten die Vereine über 18.000 Mitglieder, 1913 knapp 19.000 bei wachsender Mitgliederzahl.

#### Wissenswert
Zur Ausstattung der Direktion gehörten auch eine Reihe von Hilfszügen, die in den Bahnhöfen Bingerbrück, Darmstadt, Mainz, Worms, Bischofsheim, Heidelberg, Kastel, Oberlahnstein und Wiesbaden stationiert waren. Die Züge waren dem örtlichen Bahnbetriebswerk zugeordnet und bestanden jeweils aus einem Mannschafts- und einem Gerätewagen. Die Züge in Bingerbrück, Darmstadt, Mainz und Worms hatten zusätzlich jeweils einen Arztwagen. Zum 1. April 1911 wurde die neue, einheitliche Schreibweise für alle Dienststellen der Eisenbahn verbindlich, alle Bahnhofsbeschriftungen, Dienststempel und Vordrucke waren bis zum Jahresende auszutauschen. Einzig die teuren Emailschilder mit den Bahnhofsbezeichnungen sollten hängen bleiben und erst ausgetauscht werden, wenn sowieso eine Neubeschaffung erforderlich war.
In Preußen wurde zum 1. Januar 1903 die vom Preußischen Ministerium der geistlichen, Unterrichts- und Medizinalangelegenheiten neu standardisierte Rechtschreibung für alle preußischen Behörden, also auch die Eisenbahnverwaltung, eingeführt. Da in der Preußisch-Hessischen Eisenbahngemeinschaft die Regeln der Preußischen Staatseisenbahnen galten, wurden zusammengesetzte Bahnhofsbezeichnungen nun nach dieser Regel geschrieben. Im Großherzogtum Hessen-Darmstadt, zuständig für die Schreibung der Ortsnamen, galten dagegen abweichende Rechtschreibregeln. Dies führt bis heute zu abweichenden Schreibungen einiger Bahnhofsbezeichnung und Ortsnamen. Während zusammengesetzte Ortsnamen nach der preußischen Regel ohne Bindestrich geschrieben wurden, verwendete die hessische Rechtschreibung einen Bindestrich, so zum Beispiel bei „Bahnhof Groß Gerau“ und „Groß-Gerau“.
Zu den etwas exotischeren Einrichtungen der Direktion gehörten bahneigene Gärtnereien. Es gab eine „Fiskalische Baumschule“ in Bad Kreuznach, die dort der Bahnmeisterei 2 unterstellt war, und aus der die Pflanzen zu beziehen waren, wenn die Bahn etwas begrünen wollte. Eine weitere befand sich in Rüdesheim, gehörte zunächst zur dortigen Bahnmeisterei 23 und wurde zum 1. Juli 1919 als Bahnmeisterei 8 verselbständigt.

#### Erster Weltkrieg

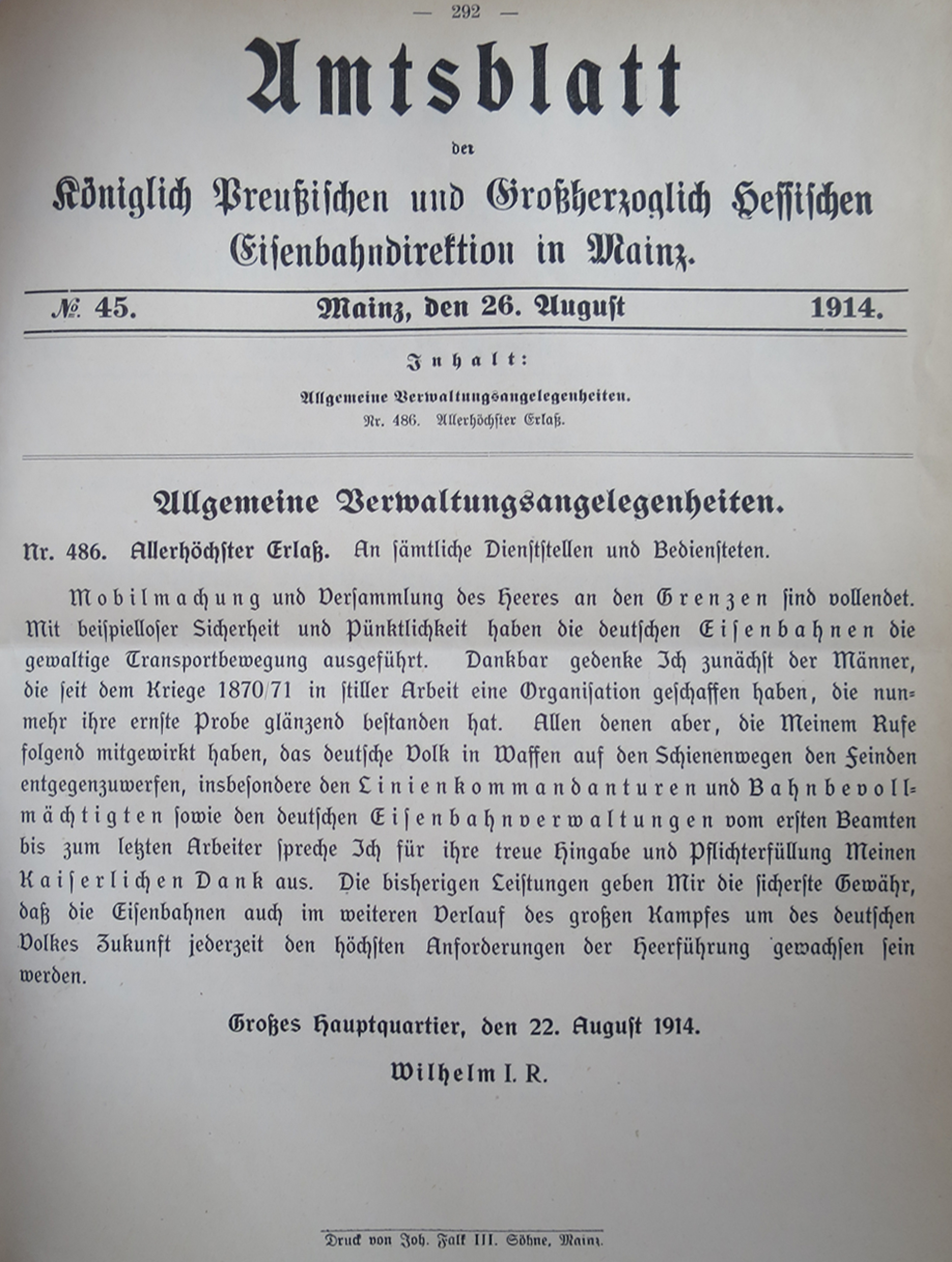
Dank Kaiser Wilhelm II. an die Eisenbahner für deren Leistungen bei der Mobilmachung

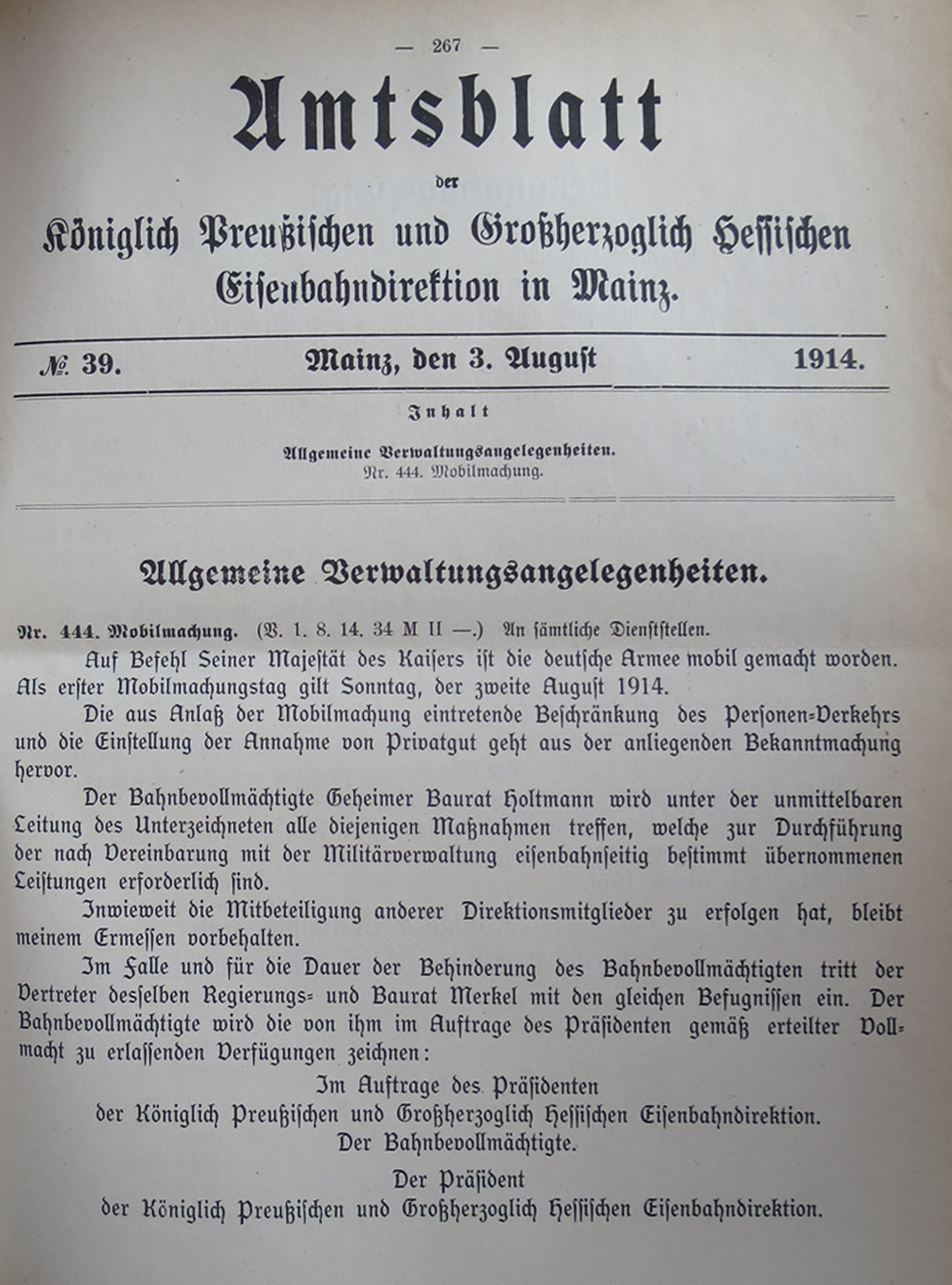
Mobilmachungsanordnung für die EBD Mainz vom 3. August 1914

Nach der Mobilmachung vom 1. August 1914 wurde der Zivilverkehr eingestellt, der Güterverkehr sofort, der Personenverkehr am 4. August 1914. Die entsprechende Anordnung des Präsidenten der Eisenbahndirektion erfolgte in einer Sondernummer des Amtsblattes. Eine weitere Sondernummer veröffentlicht den Dank Kaiser Wilhelms II. an die Eisenbahner anlässlich der abgeschlossenen Mobilmachung vom 22. August 1914. Das Amtsblatt vom 10. Oktober 1914 meldet erstmals und namentlich gefallene Eisenbahner aus dem Direktionsbezirk, das vom 7. November 1914 erste Verleihungen des Eisernen Kreuzes an Eisenbahner. Aber schon bald werden die Gefallenen-Meldungen eingestellt. Im Jahrgang 1915 des Amtsblattes finden sie sich nicht mehr.
Anfang 1915 werden erste Bestimmungen über als Kriegsbeute in den Besitz der Eisenbahn gelangte Gegenstände getroffen. Ebenfalls bereits 1915 macht sich der kriegsbedingte Verschleiß der Eisenbahn bemerkbar. So werden etwa die Untersuchungszeiträume für Triebfahrzeuge verlängert, weil die Werkstätten aufgrund der durch Einberufung zum Militärdienst ausgedünnten Personaldecke die anfallende Zahl an Untersuchungen nicht mehr abarbeiten können. 1916 besteht dann erheblicher Mangel an Güterwagen und Lokomotiven. Gegen Ende des Krieges gibt die Direktion unumwunden selbst im eigenen Amtsblatt zu, dass sich der Zustand von Anlagen und Fahrzeugen hinsichtlich der Betriebssicherheit grenzwertig ist: Bei dem derzeitigen vielfach nicht einwandfreien Zustande der Wagenkupplungen […], heißt es in einem Erlass über vorsichtiges Anfahren, um Zugtrennungen zu vermeiden.
Auch in anderen Bereichen macht sich der Mangel bemerkbar: Was das Personal betrifft, so ersetzten die Männer, die an die Front geschickt werden, teilweise Frauen. Waren bisher im Direktionsbezirk höchstens Putzfrauen und Schrankenwärterinnen bekannt, so ermöglichte die kriegsbedingt verursachte Personalnot nun, dass Frauen auch in Tätigkeitsbereichen zugelassen wurden, die bisher für Männer reserviert waren. Dabei blieb die Doppelbelastung von häuslicher und außerhäuslicher Arbeit erhalten. Um die damit verbundenen Probleme besser abfangen zu können, richtete die Direktion 1918 eine „Frauenberatungsstelle“ in Mainz Hauptbahnhof ein. Dort war als „Frauenpflegerin“ (heute: Sozialarbeiterin) eine Frau Nelly Groß tätig. Als aber Ende 1918 die Männer von der Front zurückkamen, wurden die Frauen großteils wieder entlassen.
Was das Material betrifft, so muss gespart werden, etwa Papier. Und im letzten Kriegsjahr begannen deutsche Eisenbahnbehörden offensichtlich damit, anderen Eisenbahndienststellen Fahrzeuge zu „entwenden“, um den eigenen Mangel zu mildern. Dagegen musste die Direktion für ihren Zuständigkeitsbereich einschreiten.
Ab 1916 wurde im Amtsblatt dazu aufgerufen, die Kriegsanleihen zu zeichnen und über den diesbezüglichen Erfolg berichtet: Die Mitarbeiter der Direktion zeichneten über die Eisenbahndirektion in Höhe von 460.500 M die Vierte Kriegsanleihe, in Höhe von 461.800 M die Fünfte, in Höhe von 659.000 M die sechste und in Höhe von 723.100 M die siebte Anleihe. Schon bei den zuvor aufgelegten Kriegsanleihen hatten die Mitarbeiter über eine Million Mark gezeichnet. Auch wurde darauf gedrungen, noch in Privatbesitz befindliche Goldmünzen abzuliefern.
Am 9. November 1918 floh Wilhelm II. ins Exil in die Niederlande, Großherzog Ernst-Ludwig von Hessen und bei Rhein dankte ab und in Berlin wurde die Republik ausgerufen. In dem an diesem Tag erschienenen Amtsblatt der Direktion spiegelt sich nur Kriegsroutine und noch nichts von den sich überstürzenden Ereignissen. Das sah drei Tage später schon ganz anders aus: Die Amtsblattausgabe vom 12. November 1918 enthält nur eine einzige Bekanntmachung: „Aufruf an die Eisenbahnbediensteten“, ein Aufruf auch das Letzte zu geben, um den Zusammenbruch an der Westfront eisenbahnlogistisch aufzufangen – ohne materielle Gegenleistung: „Der Dank des schwergeprüften deutschen Volkes wird der schönste Lohn für bewiesene Pflichttreue sein“. Also nach wie vor die gewohnte Durchhalterhetorik. Im Kopfteil des Amtsblatts steht immer noch Königlich Preußische und Großherzoglich Hessischen Eisenbahndirektion in Mainz. Das geschieht dann zum letzten Mal mit der Ausgabe vom 16. November 1918. Hier wird noch einmal bekannt gegeben, dass der preußische Rote Adlerorden und der hessische Verdienstorden Philipps des Großmütigen an Eisenbahner verliehen wurden, allerdings ohne die vorher übliche Nennung der verleihenden Monarchen. Letztmals geschieht das am 23. November 1918. Am 18. November 1918 erschien das Amtsblatt erstmals unter dem Titel: Amtsblatt der Preußischen und Hessischen Eisenbahndirektion in Mainz. Es enthielt einzig eine Erklärung des neu ins Amt gekommenen und ersten republikanischen preußischen Eisenbahnministers, Wilhelm Hoff. Die Adjektive „königlich“ und „großherzoglich“ wurden in allen Bezeichnungen, Formularen und Stempeln entfernt oder gestrichen.

#### Nachkriegszeit

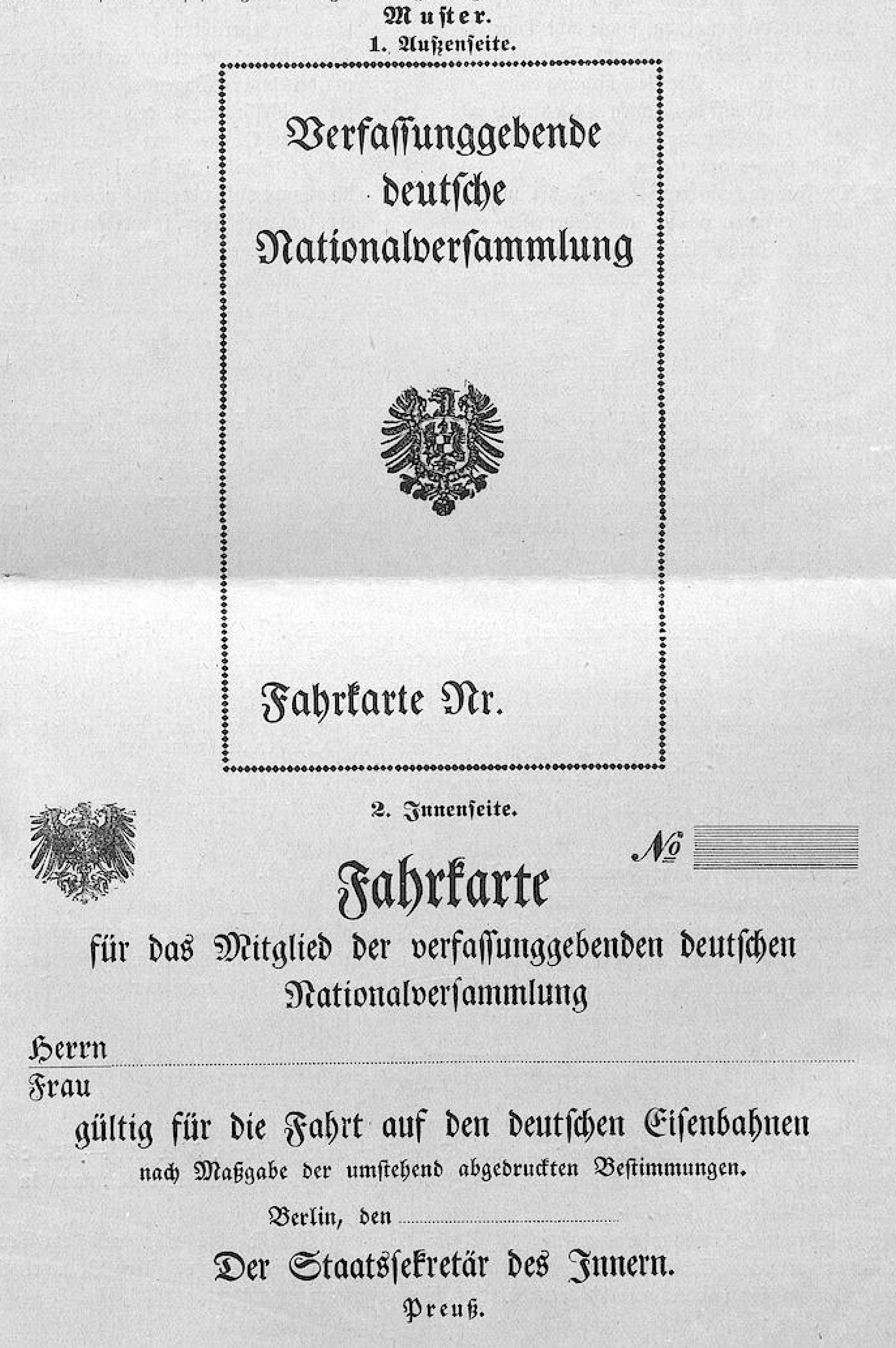
Freifahrschein für die Abgeordneten der Nationalversammlung

Am 23. November 1918 veröffentlichte die Direktion eine Anordnung des neuen Ministers, in der das Verhältnis zwischen staatlicher Verwaltung und Arbeiter- und Soldatenräten geregelt ist: „Danach ist Einmischung der örtlichen Arbeiter- und Soldatenräte in die inneren Angelegenheiten der Eisenbahnverwaltung unzulässig“ und „Wegen Einführung des 8-Stundentages und anderer Forderungen ergeht besondere Anordnung.“ Dies geschah am 26. November 1918. Am 18. Januar 1919 wurde auf Weisung der Alliierten der Acht-Stunden-Tag im besetzten Gebiet wieder aufgehoben und die zuvor übliche Arbeitszeit von 10 Stunden am Tag eingeführt, denn der Betrieb der Bahn war schwierig aufgrund der kriegsbedingt heruntergewirtschafteten Infrastruktur und Fahrzeuge. So verkehrten nun nachts keine Personenzüge mehr, im Winterfahrplan 1919/1920 wurde eine Reihe von Zügen mit dem Vermerk „Verkehrt bis auf weiteres nicht“ versehen, die Direktion untersagte Besprechungen und Dienstreisen, außer in unaufschiebbar dringenden Fällen, und Abnahmebeamten des Eisenbahnzentralamtes wurde gestattet, in überfüllten Zügen im Packwagen mitzureisen.
Aufgrund der Waffenstillstandsvereinbarung besetzten die Alliierten unter anderem das linke Rheinufer und rechtsrheinische Brückenköpfe. Das Überschreiten der Grenze zum und vom besetzten Gebiet war – auch für Mitarbeiter der Eisenbahn – nur noch mit Passierscheinen oder Grenzübertrittskarten möglich. Die im besetzten Gebiet zuständigen Eisenbahndirektionen, also auch Mainz, wurden insoweit einer Kommission der alliierten Feldeisenbahnen unter dem Vorsitz des Direktors beim Stab des Marschalls von Frankreich , Oberbefehlshaber der alliierten Armeen, unterstellt. Das dort arbeitende deutsche Personal galt als „requiriert“. Die Kommission war gegenüber den deutschen Stellen weisungsbefugt. Rechtliche Grundlage war die Verordnung Nr. 6 des Interalliierten Hohen Ausschusses für die Rheinlande über die Zuständigkeit der Interalliierten Feldeisenbahn-Kommission für die Rheinlande. Die Kommission konnte Disziplinarstrafen auszusprechen und bis zu dreiwöchige Gefängnisstrafen zu verhängen. Die Direktion war bemüht, den Wünschen ihrer neuen Obrigkeit nachzukommen, etwa deren Sonderzüge pünktlich zu fahren. Das nachgeordnete Personal hatte damit so seine Probleme.

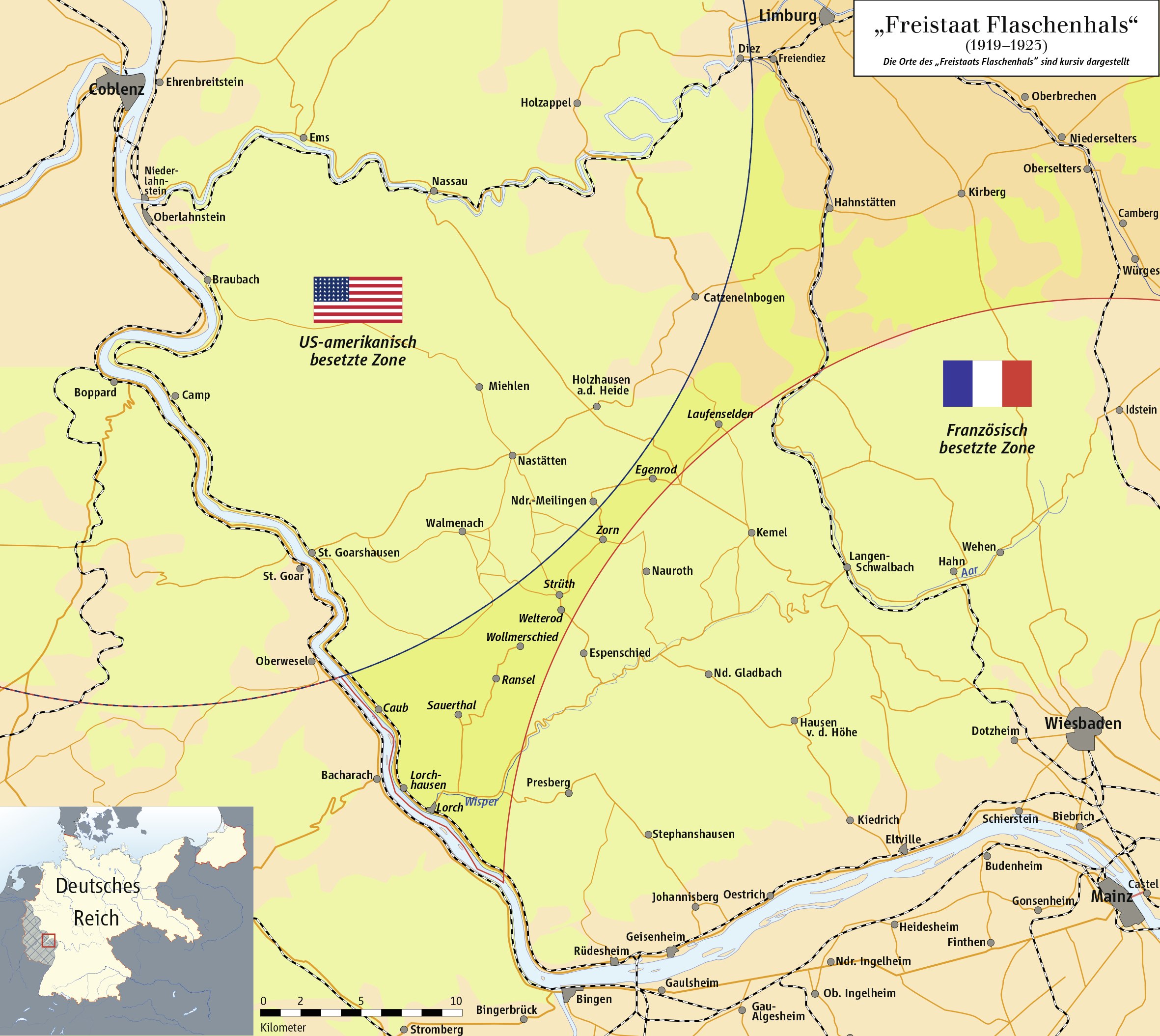
Die Rechte Rheinstrecke zwischen der US- und der französischen Zone, 1919

Eine Liste der besetzten Bahnhöfe und Haltepunkte wurde veröffentlicht. Am 15. Dezember 1918 wurde in den französisch besetzten linksrheinischen Gebieten die auch in Frankreich geltende Westeuropäische Zeit eingeführt und zum 1. Januar 1919 auch im rechtsrheinisch besetzten Gebiet (Brückenkopf Mainz). Den Direktionsbezirk durchschnitt nun eine Zeitzonengrenze. Am 28. April 1919 wurde im nichtbesetzten Teil des Direktionsbezirks Sommerzeit eingeführt, die bis zum 15. September 1919 dauerte. In der besetzten Zone wurde die Westeuropäische Zeit ebenfalls auf Sommerzeit umgestellt, allerdings in einem unterschiedlichen Zeitraum. Hier endete sie am 5. Oktober 1919. Die Mitteleuropäische Zeit galt im besetzten Gebiet allerdings während der Sommermonate als Westeuropäische Sommerzeit.
Die unterschiedlichen Zeitzonen hatten auch zur Folge, dass ab dem 1. Februar 1919 innerhalb des Direktionsbezirks zwei getrennte Fahrpläne ausgegeben wurden, einer für die besetzte Zone, einer für das unbesetzte Gebiet, die dann zunächst getrennt fortgeschrieben, aber zum 5. Oktober 1919 wieder als ein Fahrplan herausgegeben wurden. Außerdem gab die Interalliierte Kommission der Feldeisenbahnen der Rheinlande in Trier zum 1. Juli 1919 einen eigenen Fahrplan für das gesamte besetzte Gebiet heraus. Das Erscheinen eines gesonderten amtlichen Kursbuchs für das linksrheinische Gebiet wurde zum 1. Oktober 1920 wieder eingestellt.
Besonders dramatisch war die Situation in den Bahnhöfen Lorch und Lorchhausen an der rechten Rheinstrecke: Sie war zwei Mal zerschnitten: Ein nördlicher und südlicher Teil lag je in der US-amerikanischen und französisch besetzten Zone, dazwischen gab es einen knapp 25 km langen nicht besetzten Abschnitt, in dem beide Bahnhöfe lagen. Der Abschnitt konnte zunächst nicht mehr befahren werden. Als der Betrieb dann zum 9. Januar 1919 wieder aufgenommen wurde, sollten die Züge hier ohne Halt durchfahren und Güter für diese Bahnhöfe durfte nicht mehr angenommen werden.
Der Französische Franc wurde zulässiges Zahlungsmittel bei der Bahn in den besetzten Gebieten. Zum 20. Juni 1919 wurde der Güterverkehr zwischen Deutschland und Frankreich wieder aufgenommen.
Eine weitere Aufgabe der Direktion war, geflüchtete oder ausgewiesene Beamte der ehemaligen Reichseisenbahnen in Elsaß-Lothringen zu integrieren.

### Reichsbahndirektion

Friedrich Martini, erster Präsident der Reichsbahndirektion Mainz

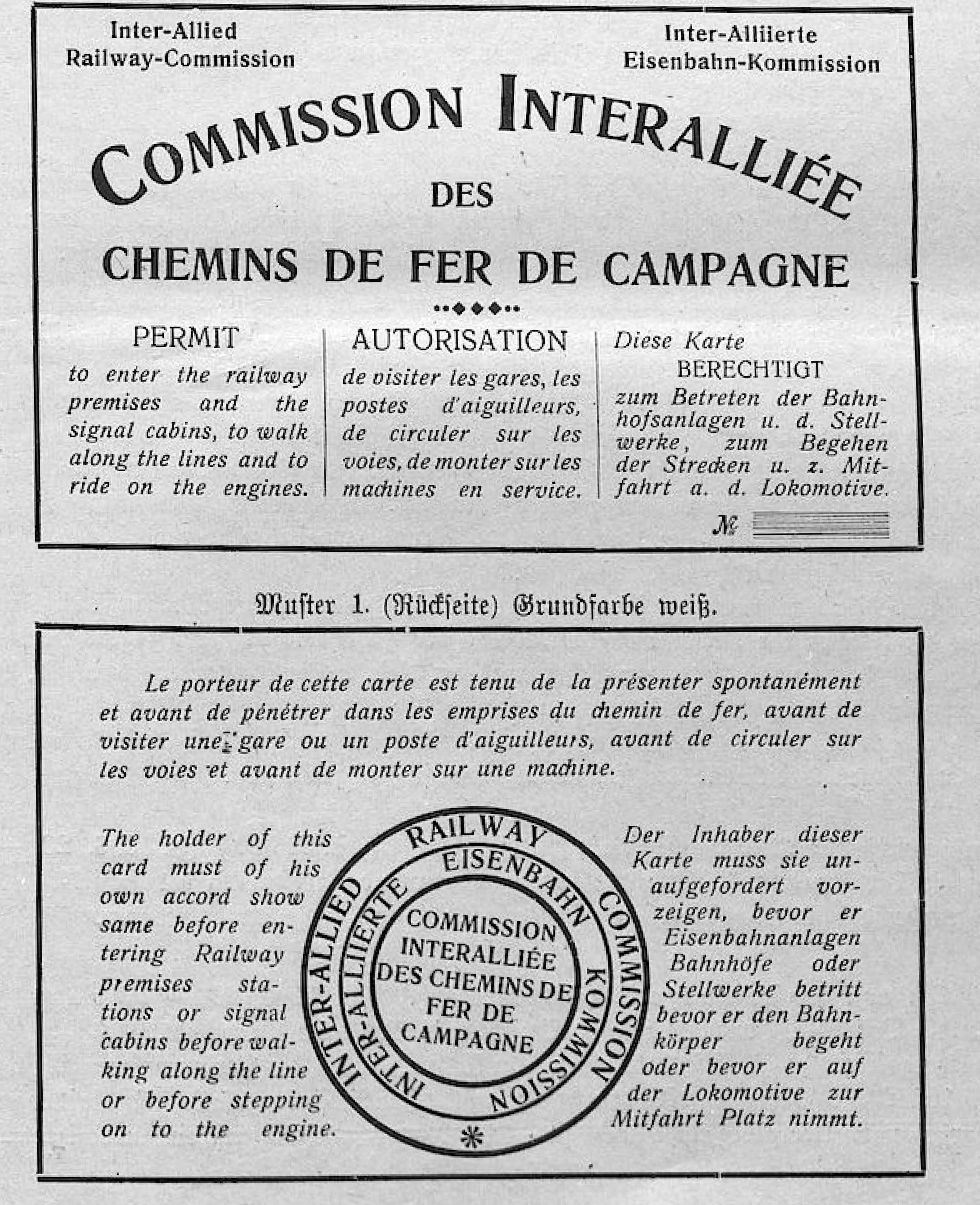
Ausweis zum Betreten von Bahnanlagen für Mitarbeiter der Interalliierten Feldeisenbahn-Kommission (1920)

#### Bis 1933

##### Gründung
Am 6. Januar 1919 erschien eine Ausgabe des Amtsblattes der Direktion mit einer einzigen Bekanntmachung: Zu den Wahlen zur Nationalversammlung. Die Weimarer Verfassung übertrug die Angelegenheiten der Eisenbahn in die Zuständigkeit des Reiches. Mit dem Staatsvertrag über den Übergang der Staatseisenbahnen auf das Reich vom 1. April 1920 wurde das umgesetzt und die Deutsche Reichsbahn gegründet. Im Mai verkündete das Amtsblatt der Direktion dann, dass das „rückwirkend“ zum 1. April 1920 vollzogen werde. Tatsächlich übernahm das Reich die Länderbahnen am 5. Mai 1920, nachdem der Reichsverkehrsminister am gleichen Tag eine „Vorläufige Verwaltungsordnung“ in Kraft gesetzt hatte.
Schon im Vorgriff auf diese Entwicklung war seit dem August 1919 darauf verzichtet worden, neue Eisenbahnfahrzeuge noch mit dem Emblem der Preußisch-Hessischen Staatseisenbahnen auszuzeichnen und am 20. November 1919 nahm eine neu gegründete und die Grenzen der Länderbahnen überschreitende Generalbetriebsleitung Süd in Würzburg die Arbeit auf. Ihr wurde auch die Direktion Mainz zugeordnet.
Die Preußische und Hessische Eisenbahndirektion Mainz wurde zunächst in Eisenbahndirektion in Mainz umbenannt, zum 6. Juli 1922 dann in Reichsbahndirektion Mainz. Sie führte die Direktionsnummer 19.

##### Entwicklung
Die Probleme, die sich aus der Besetzung des linksrheinischen Gebietes und der anschließenden rechtsrheinischen Brückenköpfe ergaben, bestanden weiter. Hinzu kamen weitere Probleme, so etwa dass die Besatzung von ihr in Anspruch genommene Leistungen der Eisenbahn teilweise nicht bezahlte oder dass 1921 zwischen dem besetzten und dem unbesetzten Gebiet eine Zollgrenze errichtet wurde.
1921 wurde der Eisenbahndirektion eine Motor-Draisine zugeteilt. Sie war dem Maschinen-Amt Darmstadt zugeordnet und dort in einem Triebwagenschuppen abgestellt. Nur die Mitglieder der Eisenbahndirektion und „Hilfsarbeiter“ der Direktion durften sie benutzen.
1922 wurde die Eisenbahndirektion Aufsichtsbehörde für die in ihrer örtlichen Zuständigkeit verkehrenden Privatbahnen: Aufgrund des Artikels 95 der Weimarer Verfassung ging durch das Gesetz betreffend den Staatsvertrag über den Übergang der Staatseisenbahnen auf das Reich vom 30. April 1920 die Eisenbahnaufsicht zum 1. August 1922 vom Volksstaat Hessen auf das Deutsche Reich über, faktisch vom Hessischen Finanzministerium auf die Eisenbahndirektion Mainz.
Zäh verlief die mentale Lösung des Personals von der alten, monarchischen Staatsform: Noch 1923 musste die Direktion ihre Mitarbeiter auffordern, die immer noch getragenen Kronen an den Dienstabzeichen auf ihren Uniformen zu entfernen.

##### Rheinlandbesetzung

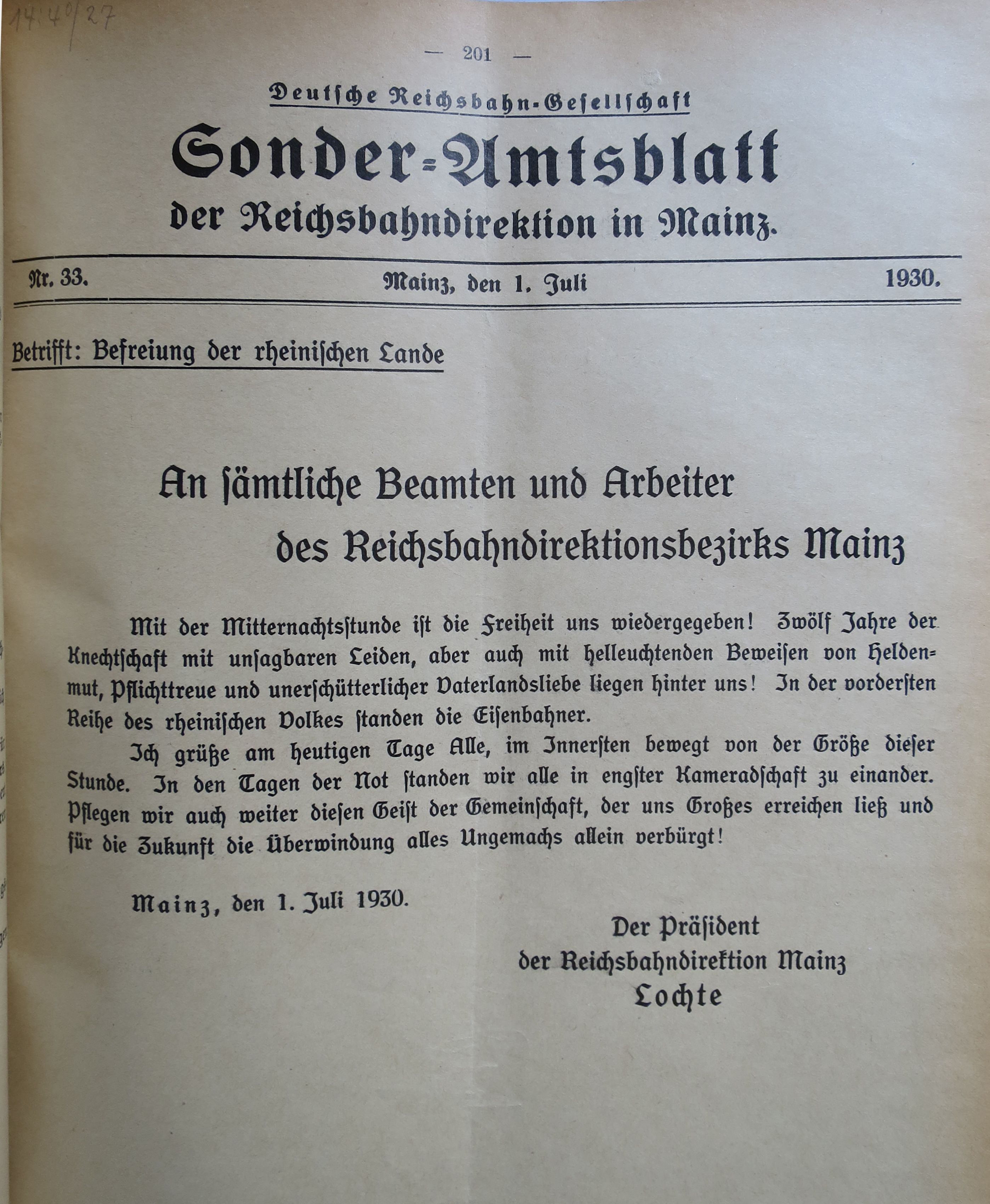
Das Sonder-Amtsblatt zum Ende der Rheinlandbesetzung 1930

Seit Ende 1921 mussten wegen Kohle-Mangel eine ganze Reihe von Zugverbindungen im Personenverkehr ausfallen, auch konnten Gebäude nur noch unzureichend beheizt werden. Während der Alliierten Rheinlandbesetzung weigerte sich das Personal deshalb, Kohlezüge nach Frankreich zu fahren. Die französische Besatzungsmacht versuchte, das mit Repressionen durchzusetzen. Daraufhin legte am 30. Januar 1923, 14 Uhr, das Personal der Direktion Mainz geschlossen den Dienst im besetzten Gebiet nieder. Der Verkehr kam komplett zum Erliegen. Das Personal der Direktion floh in rechtsrheinisches Gebiet, die Reichsbahndirektion verlegte ihren Sitz nach Darmstadt. Das spiegelt sich auch in der Ausgabe des sonst mindestens wöchentlich erscheinenden Amtsblattes der Direktion wider: Am 28. Januar 1923 erschien die Ausgabe Nr. 5 und erst am 25. Mai 1923 die Ausgabe Nr. 7.
Das französische Militär versuchte im Regiebetrieb den Verkehr wieder aufzunehmen. Es ging mit Anlagen und Betriebsmitteln sehr unsachgemäß um, was auch zu schweren Unfällen führte. Zahlreiche weitere Unfälle wurden durch Sabotage und Anschläge von deutscher Seite verursacht. Am 17. Oktober 1923 forderte der Reichsverkehrsminister die deutschen Eisenbahner auf, ihre Arbeit wieder aufzunehmen, um die Versorgung der Bevölkerung zu sichern. Aber die – auch durch passiven Widerstand der Eisenbahner gegen die französische Besetzung – verursachten Störungen im Betrieb dauerten bis in den Herbst 1924 an. Zahlreiche Mitarbeiter im Direktionsbezirk wurden von den Franzosen ausgewiesen. Die Schlussbilanz für den Direktionsbezirk lautete: 7.223 ausgewiesene Eisenbahner mit 18.133 ausgewiesenen Angehörigen. 65 Bedienstete wurden zu insgesamt 183 Jahren und drei Monaten Gefängnis, 64.300.000 Mark, 1.900 Goldmark und 15 Franken Geldstrafe verurteilt. Eine Minderheit der Mitarbeiter im Direktionsbezirk, die sich der französischen Besatzungsmacht zur Verfügung stellte, wurde wegen „Bruchs ihres Diensteides und Verletzung ihrer Treuepflicht aus dem Reichseisenbahndienst entlassen“. Ab Januar 1924 entspannte sich die Lage so weit, dass die Eisenbahner in das besetzte Gebiet zurückkehren konnten. Am 12. September 1924 wurde zwischen Deutschland und den Alliierten in der Folge ein Abkommen geschlossen, das gegenseitige Amnestie vereinbarte. Am 16. November 1924 ging der Regiebetrieb wieder an die Deutsche Reichsbahn über. Die Direktion verblieb bis zum 30. November 1924 weiter in Darmstadt, wohin auch die angegliederte Eisenbahnverwaltungsschule verlegt worden war. Zum 1. Februar 1925 wurde auch im besetzten Gebiet für den Bahnverkehr die Westeuropäische Zeit aufgegeben und die Mitteleuropäische wieder eingeführt, die „Grenzkontrolle“ zwischen besetztem und unbesetztem Gebiet fiel zum 8. Februar 1925 weg und am 12. und 13. Februar fanden für die ehemals im Regiebetrieb gelegenen Bahneinrichtungen Betriebsratswahlen statt. Die Flüchtlingsberatungsstelle der Direktion in Darmstadt wurde zum 1. September 1925 aufgelöst. Das Ende der Rheinlandbesetzung 1930 war dem Direktionspräsidenten, David Lochte, eine Sonderausgabe des Amtsblattes wert.

##### In den „Goldenen 20ern“

Dienstsiegel der Reichsbahndirektion Mainz

Ein Symbol der „Goldenen 20er“: Der Reingold-Express durchquerte auch den Zuständigkeitsbereich der Reichsbahndirektion Mainz

Werbung für Unfallverhütung aus dem Amtsblatt der Reichsbahndirektion: „Trinkt Milch!“ (1932)

###### Allgemeine Entwicklung
1924 hatte die Direktion rechtsrheinisch (die linksrheinischen Gebiete befanden sich noch unter französischem Regiebetrieb) Hilfszüge und Hilfsgerätewagen in Darmstadt Hauptbahnhof und Hanau Ost stationiert und konnte bei Unfällen und anderen betrieblichen Störungen auf entsprechende Fahrzeuge der Nachbardirektionen in Frankfurt Hauptbahnhof, Heidelberg Hauptbahnhof, Mannheim und Aschaffenburg Hauptbahnhof zugreifen. Im gleichen Jahr wird im Direktionsbezirk damit begonnen, die Güterwagen, die noch nicht mit einer durchgehenden Druckluftbremse ausgestattet sind, aus dem Verkehr zu ziehen.
Zum 1. Oktober 1925 wurde die Zuständigkeit für die Hunsrückbahn (Boppard–Simmern) zwischen km 15,57 und 45,6 von der Reichsbahndirektion Mainz an die Reichsbahndirektion Trier abgetreten.
Ebenfalls 1925 wurden vom Verband deutscher Eisenbahnfachschulen – Bezirk Mainz, einem Verbund aus dem Einheitsverband der Eisenbahner Deutschlands, der Gewerkschaft deutscher Eisenbahner und Staatsbediensteter, der Gewerkschaft Deutscher Lokomotivführer und der Zentralgemeinschaft deutscher Reichsbahnbeamten, Eisenbahnfachschulen im Bezirk der Direktion gegründet und zwar mit den Standorten Mainz, Darmstadt, Bingen, Ober-Lahnstein, Wiesbaden und Worms. Die Eisenbahnfachschulen hatten den Zweck, den Reichsbahnbediensteten die zur vollständigen Beherrschung ihrer Dienstobliegenheiten erforderlichen Kenntnisse zu vermitteln und sie für die Prüfungen der einzelnen Laufbahnen vorzubereiten. Die Eisenbahnfachschule Mainz wurde am 9. November 1926 eröffnet, die Eisenbahnfachschule in Worms zum 25. April 1927.
1926 wurde aus dem Bautechnischen Büro die „Gruppe für Eisenbau und Eisenbetonbau“ ausgegliedert und als selbständiges Direktionsbüro mit der Bezeichnung Brückenbaubüro konstituiert. 1927 nahm die Direktion einen Unterrichtswagen in Betrieb.
1928 erhielt die Direktion einen „Schweren Gleiskraftwagen (Motordraisine)“. Dessen Betrieb war durch „Richtlinien für die fahrdienstliche Behandlung von Gleiskraftwagen (Motordraisinen) […]“ geregelt.
Insgesamt ist diese Periode zwischen dem Ersten Weltkrieg und der Weltwirtschaftskrise 1929 durch ruhigen Regelbetrieb gekennzeichnet. Die Direktion kann sich auch mit „schönen“ Themen beschäftigen – etwa dem Wettbewerb zur Verschönerung der Bahnanlagen – und das Amtsblatt ist bedeutend weniger umfangreich als in den vorangegangenen Krisenzeiten: Wenn es weniger Probleme gibt, muss auch weniger geregelt werden.

###### Direktionseigene Gärtnerei und Verschönerungswettbewerbe
Die direktionseigene Gärtnerei in Rüdesheim bestand weiter. Ab 1925 und 1926 bot sie den Verkauf von Zier- und Nutzpflanzen auch im Amtsblatt der Direktion an Bedienstete an. 1927 wurde auch erstmals – reichsweit – ein Wettbewerb zur Verschönerung der Bahnanlagen ausgeschrieben. Dadurch sollte „das Landschaftsbild belebt und das Auge des Reisenden erfreut [werden] durch Blumen und Pflanzenschmuck auf Bahnhöfen, an Bahnstrecken, Dienstwohnungen, Stellwerken usw.“ Im Direktionsbezirk gab es 56 Preisträger, die Preisgelder in Höhe von 10 bis 25 RM erhielten. Auch in den Folgejahren wurden solche Wettbewerbe ausgeschrieben. Als in der Weltwirtschaftskrise 1930 keine Preisgelder zur Verfügung standen, wurde der Wettbewerb trotzdem ausgeführt und es gab Buchpreise und Anerkennungsschreiben. So wurde auch in den folgenden Jahren verfahren. Eifrig mit dabei und ihre Produkte anpreisend war die direktionseigene Gärtnerei in Rüdesheim. Noch 1939, nach Beginn des Zweiten Weltkriegs, gab sie im Amtsblatt bekannt, welche Pflanzen von ihr abgegeben wurden. Ab 1930 wurde die Gärtnerei als „Gartenbahnmeisterei 80“ bezeichnet. Die Verschönerung der Bahnanlagen erfuhr sogar ausdrückliches Lob des Direktionspräsidenten in Form einer offiziellen Bekanntmachung im Amtsblatt.

###### Eisenbahnvereine
Auch die Eisenbahnvereine waren weiter aktiv. Ein Schwerpunkt lag nun auf der Organisation gemeinsamer Ausflüge, wozu die Direktion einmal im Jahr einen Sonderzug zu günstigen Konditionen bewilligte. Aber auch die soziale Arbeit stand weiter im Mittelpunkt: So wurde 1926 eine „Allgemeine Fürsorgestelle“ eingerichtet.

##### Am Ende der Weimarer Republik
Anfang der 1930er Jahre gab es Bestrebungen die Reichsbahndirektion Mainz aufzulösen, die die Direktion aber abwehren konnte.

#### 1933 bis 1939

##### Machtergreifung …

Aufruf des Direktionspräsidenten, Erich Goudefroy, bei der Volksbefragung zum Austritt aus dem Völkerbund mit „Ja“ zu stimmen

Die Machtergreifung der Nationalsozialisten wurde im Amtsblatt der Reichsbahndirektion durch einen Aufruf des Generaldirektors der Deutschen Reichsbahn-Gesellschaft Julius Dorpmüller fassbar, der in einer Sonderausgabe des Amtsblatts der Mainzer Direktion vom 25. März 1933 zur Unterstützung der nationalen Regierung aufruft und sich mit den Worten an die Eisenbahner wandte:

„Setzt Alle nunmehr Eure volle Kraft freudig dafür ein, daß das von der nationalen Regierung erstrebte Ziel, unser Vaterland wieder zu Ordnung, Macht und Ansehen zu führen, auch durch tatkräftige Mitarbeit der Deutschen Reichsbahn erreicht wird. […] Vorstehender Aufruf ist allen Beamten, Angestellten und Arbeitern sofort bekannt zu geben.“

Einen Monat später wurde auch im Amtsblatt das Gesetz zur Wiederherstellung des Berufsbeamtentums vom 7. April 1933 veröffentlicht, auf dessen Grundlage die neuen Machthaber jüdische, andere „nicht-arische“ und politisch missliebige Beamte aus dem Dienst entfernten und den öffentlichen Dienst gleichschalteten. Es folgte ein Erlass zur Durchführung des Gesetzes und ein Aufruf des Beauftragten des Führerstabes Reichsbahn der NSDAP bei der Reichsbahndirektion Mainz, datiert vom 4. Juli 1933, diejenigen Beamten zu denunzieren, die in der Weimarer Republik gegen die Mitglieder der NS-Regierung und der NSDAP tätig waren. Die Gleichschaltung griff auch im Umfeld der Direktion um sich, in den Selbsthilfe- und Sozialeinrichtungen der Eisenbahner. Beiträge von Eisenbahnern zur NSDAP-Beamten-Abteilung wurden über die Reichsbahnkassen eingezogen. Die Förderung der NSDAP und die Unterdrückung ihrer Gegner war nun auch Ziel der Reichsbahn und erfolgte auch durch offizielle Bekanntmachungen der Reichsbahndirektion Mainz in deren Amtsblatt.
Begleitet wurde das von Propaganda etwa einem Aufruf der Kommunalpolitischen Kreisleitung Mainz der NSDAP im Amtsblatt der Direktion [!] zum Besuch des „erste[n] große[n] nat[ional]-sozial[istischen] Tonfilm[s] ‚SA-Mann Brand‘“. Die Reichsbahn – und damit auch die Reichsbahndirektion Mainz – „stellt sich bewusst mit in den Dienst [der] Propaganda des Reichsministeriums für Volksaufklärung und Propaganda.“ Adolf Hitlers „Mein Kampf“ wurde dienstlich verbreitet.
Zum 1. September 1933 wurde dann mit Erich Goudefroy erstmals ein NSDAP-Parteimitglied zum Präsidenten der Reichsbahndirektion Mainz ernannt. In der Begrüßung seiner neuen Mitarbeiter formuliert er

„Ich betrachte es als meiner Hauptaufgabe, die Reichsbahndirektion im Sinne der guten alten Überlieferung der preußisch-hessischen Staatseisenbahnverwaltung zu führen und die Verwaltung und das gesamte Personal mit den Gedankengängen unseres hochverehrten Führers und Reichskanzlers Adolf Hitler zu durchdringen.“

Direktionspräsident Erich Goudefroy verbreitete mit dem Sonder-Amtsblatt der Direktion vom 7. November 1933 einen Aufruf und einen Aushang bei der Volksabstimmung über den Austritt Deutschlands aus dem Völkerbund mit „Ja“ zu stimmen.

##### … und „Normalbetrieb“

Das erste Hakenkreuz im Amtsblatt

1933 beteiligte sich die RBD Mainz an einer Dauerausstellung, die das Institut für Völkerpädagogik auf der Zitadelle Mainz eingerichtet hatte. Die Ausstellung diente seitens der RBD Mainz auch dazu, Schüler für den Berufseinstieg bei der Reichsbahn zu gewinnen, Verkehrserziehung zu betreiben und Unfällen vorzubeugen. Die RBD Mainz gestaltete hier drei Ausstellungssäle, in denen folgende Themen präsentiert wurden:
- Die Geschichte der Eisenbahn
- Die Eisenbahn im heimatkundlichen und geografischen Unterricht
- Die Eisenbahn im Rechenunterricht
- Die volkswirtschaftliche Bedeutung der Reichsbahn als das größte Verkehrsunternehmen der Welt
- Die Eisenbahn im physikalischen Unterricht
- Die Sicherheit im Eisenbahnverkehr
- Die Eisenbahn als Mittel des internationalen Austauschs und die internationale Zusammenarbeit der Eisenbahnen
- Du und Deine Eisenbahn

Ausgestellt waren Modelle, Fotografien und Grafiken, aber auch technische Objekte aus dem Betrieb der Eisenbahn. Darüber hinaus wurde Eisenbahnliteratur angeboten.
Die Eisenbahnervereine boten weiterhin Ausflüge an. 1935 kam es zu einer „Vereinbarung über das Zusammenwirken der Eisenbahnvereine und der Deutschen Arbeitsfront, NS-Gemeinschaft ‚Kraft durch Freude‘“. Die Eisenbahnervereine sollten „nicht nur der Geselligkeit dienen, es soll ihnen ein tieferer Inhalt im Geiste des nationalsozialistischen Staates gegeben werden“. Damit wurde eine komplette „Gleichschaltung“ vermieden.
Auch der gärtnerische Verschönerungswettbewerb für Bahnanlagen wurde nach 1933 fortgeführt, die Gartenbahnmeisterei in Rüdesheim gab weiterhin Blumenpflanzen, Stauden und Sträucher ab und der Direktionspräsident rief dazu auf, dass sich der Eisenbahner als Kleingärtner der „Heimatscholle“ widmen solle. Auch für die Förderung der „Reichsbahn-Gesangvereine“ setzte er sich ein.
Aber auch der Einfluss der NSDAP war zunehmend zu spüren. Das Amtsblatt warb immer wieder für Propagandaschriften und die Direktion veranstaltete „Kundgebungen“ der Eisenbahner, auf denen auch der Präsident, Erich Goudefroy, entsprechend auftrat. Der Bericht zum „Tag der nationalen Arbeit 1934“ (1. Mai) vermerkt, dass Pg. [Parteigenosse] Dr. Goudefroy (in Pg.-Uniform) zu folgender Ansprache das Wort ergriff […]. Und abschließend wird berichtet: Als erste Gruppe maschierte der Spielmannszug nebst Bahnschutzkapelle, im Anschlusse der Bahnschutz und dann sämtliche Fahnen. Der stattliche Zug der Eisenbahner bewegte sich durch die Rhabanusstraße, Frauenlobstraße bis zum Rhein, um sich dann auf dem Adolf-Hitler-Platz in den allgemeinen Zug, und zwar in Gruppe 12 einzureihen. In dem Sonder-Amtsblatt vom 14. August 1934, das nur diesen Aufruf enthält, appelliert der Direktionspräsident dafür, bei der Volksabstimmung über das Staatsoberhaupt des Deutschen Reichs mit „Ja“ zu stimmen und Adolf Hitler auch mit den Aufgaben des Reichspräsidenten zu betrauen. Die folgende Ausgabe des Amtsblattes beschäftigt sich dann unter anderem mit dem Ariernachweis.
1935 wurde der Hitlergruß für alle Mitarbeiter verbindlich.

Aufruf zur Reichstagswahl 1936 durch den Präsidenten der Reichsbahn, Julius Dorpmüller, und den Präsidenten der Reichsbahndirektion Mainz, Kurt Tecklenburg

1935 bezogen den Direktionsbezirk die nachfolgenden Netzkarten und Bezirkskarten der Reichsbahn ganz oder teilweise ein:
| Netz- oder Bezirkskarte | Bezeichnung                         | Nr. |
| ----------------------- | ----------------------------------- | --- |
| Netzkarte               | Nordbayern                          | 08  |
| Netzkarte               | Südwestdeutschland                  | 010 |
| Netzkarte               | Frankfurt (Main)                    | 011 |
| Netzkarte               | Rheinland                           | 012 |
| Bezirkskarte            | Frankfurt (Main) (Frankfurt [Main]) | 241 |
| Bezirkskarte            | Frankfurt (Main) (Lahn)             | 244 |
| Bezirkskarte            | Karlsruhe (Mannheim)                | 301 |
| Bezirkskarte            | Karlsruhe (Heidelberg)              | 305 |
| Bezirkskarte            | Köln (Mittelrhein)                  | 343 |
| Bezirkskarte            | Ludwigshafen (Rheinpfalz)           | 381 |
| Bezirkskarte            | Mainz (Rhein-Main)                  | 401 |
| Bezirkskarte            | Mainz (Rund um Mainz–Wiesbaden)     | 402 |
| Bezirkskarte            | Mainz (Rund um Worms)               | 403 |

##### Vorkriegszeit

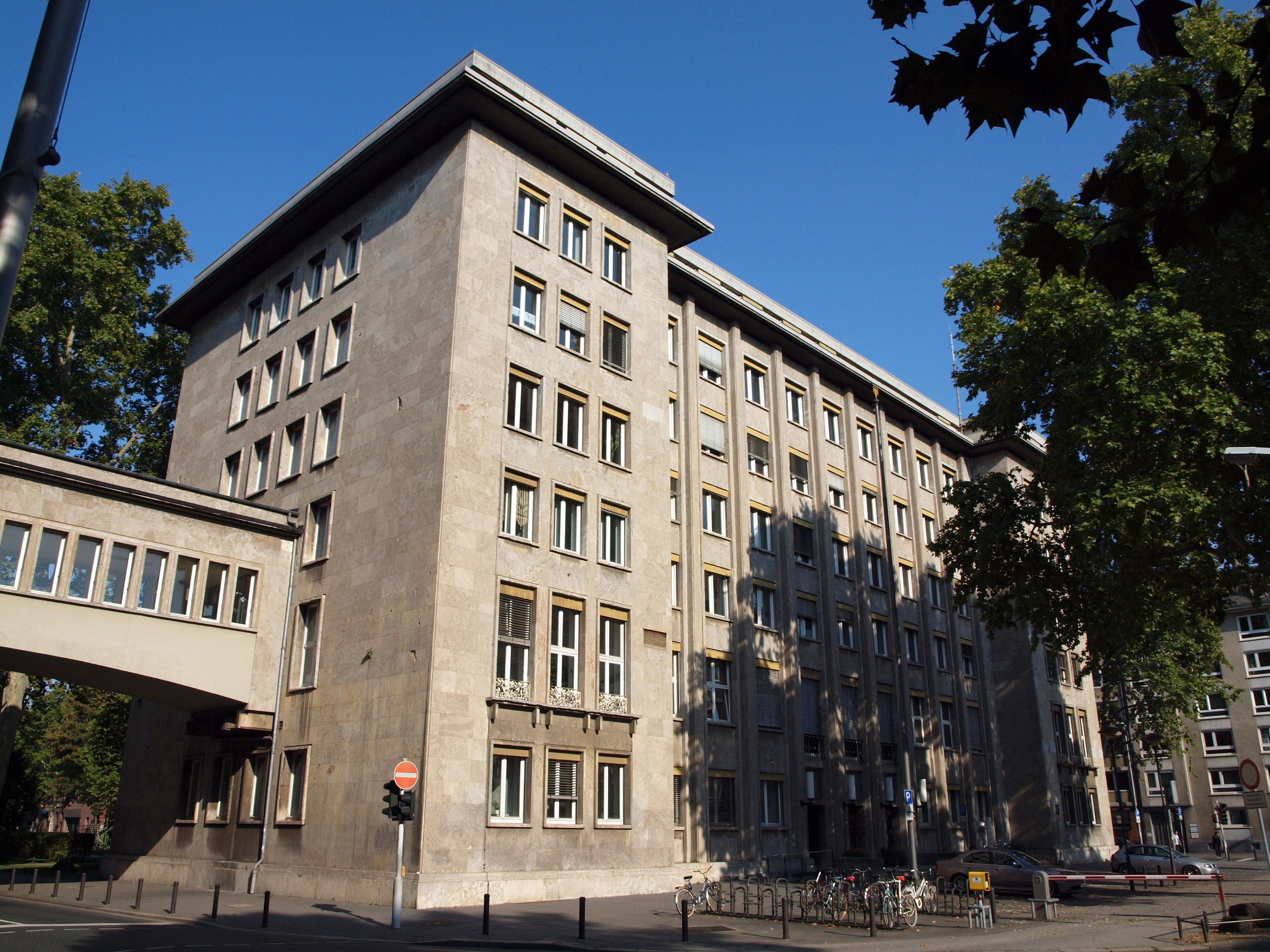
Ehemaliges Direktionsgebäude, Anbau von 1938, links die Verbindung zum Altbau, die „Beamtenlaufbahn“

Bereits 1936 enthielt das Amtsblatt der Direktion erstmals eine Bekanntmachung über die „Heranziehung von Reichsbahnbediensteten zum zivilen Luftschutz“. Anfang 1937 beschäftigte sich eine Sonderausgabe des Amtsblatts der Direktion ausschließlich mit dem „Nachweis der arischen Abstammung der Beamten und ihrer Ehefrauen“. Die Ausgabe des Amtsblattes der Direktion, die am 2. April 1938 – zwischen dem „Anschluss Österreichs“ am 12. März 1938 und der diese legtimierenden Volksabstimmung am 10. April 1938 – erschien, trägt (außer auf den Deckblättern) auf allen Seiten Kopfzeilen mit nationalsozialistischen Propaganda-Sprüchen. Die nächstfolgende (Sonder-)Ausgabe enthält ausschließlich einen „Aufruf zur Reichstagswahl am 10. April 1938“ von Adolf Hitler und ein flammendes Bekenntnis des Mainzer Direktionspräsidenten, Kurt Tecklenburg, dazu.
1938 erhielt das historische Direktionsgebäude der RBD Mainz durch einen unmittelbar benachbarten Neubau auf der Mittelachse der Kaiserstraße, den heutigen Kreyßig-Flügel des Stadthauses (nach Eduard Kreyßig), eine Erweiterung. Beide Verwaltungsgebäude wurden mit einer geschlossenen Brücke verbunden, auch als „Beamtenlaufbahn“ bekannt. Gleichwohl waren die Dienststellen der Direktion an sechs verschiedenen, über das Stadtgebiet von Mainz verstreuten Stellen – zum Teil in angemieteten Räumen – untergebracht.
Erhebliches Verkehrsaufkommen bescherte der Reichsbahndirektion Mainz auch der Bau des Westwalls zwischen 1938 und 1940.
Die Eisenbahnvereine wurden 1939 aufgelöst, zunächst in Reichsbahn-Kameradschaftswerk umbenannt und waren ab dem 1. Januar 1943 Teil der Deutschen Reichsbahn.

##### Übernahme der RBD Ludwigshafen
Der nationalsozialistische Staat war bemüht, die alten Länderstrukturen aufzulösen. Dazu gehörten auch Einteilungen der Reichsbahnverwaltung, die letztendlich aus diesen Länderstrukturen resultierten, wie etwa die Reichsbahndirektion Ludwigshafen, Nachfolgerin der Staatsbahnverwaltung der Bayerischen Pfalz. Sie wurde ab Mitte der 1930er Jahre schrittweise aufgelöst. Ihr westpfälzisches Streckennetz gab sie zum 1. Mai 1936 an die Reichsbahndirektion Saarbrücken ab. Zum 1. Februar 1937 trat sie einen Teil ihres südöstlichen Zuständigkeitsbereichs an die Reichsbahndirektion Karlsruhe ab, ehe zum 1. April 1937 der verbliebene Direktionsbereich der RBD Mainz angegliedert wurde. Es handelte sich insgesamt um 533 km Strecke. Anlässlich dieser Umstrukturierung übernahm die RBD Mainz auch einige Strecken aus der Zuständigkeit der RBD Saarbrücken, insgesamt 176 km. An den nach Mainz übergehenden Strecken der RBD Ludwigshafen lagen 202 Bahnhöfe und Haltepunkte, an denen der RBD Saarbrücken, die nun zu Mainz gehörten, 30 Bahnhöfe und Haltestellen. Weiter gingen die zugehörigen Dienststellen, wie Betriebsämter, Maschinenämter und Bahnmeistereien über. Insgesamt übernahm die RBD Mainz dabei auch etwa 6.600 Mitarbeiter. Insgesamt hatte die Direktion jetzt mehr als 23.000 Mitarbeiter.
Ebenfalls zum 1. April 1937 gab die RBD Mainz 11 km Strecke mit vier Bahnhöfen und Haltepunkten – die Riedbahn südlich von Mannheim-Waldhof (einschließlich) – an die RBD Karlsruhe ab.
Zu diesem außerordentlichen Ereignis erschien eine Sonderausgabe des Amtsblatts der RBD Mainz – ein Blatt, auf gestrichenem Papier – mit dem ausschließlichen Inhalt einer Begrüßung der „Gefolgschaftsmitglieder“ und „Berufskameraden“ durch den Präsidenten der Direktion, Kurt Tecklenburg.

#### Zweiter Weltkrieg

##### Beginn
Der Beginn des Zweiten Weltkriegs am 1. September 1939 traf die Reichsbahndirektion noch ganz gedämpft. In Ihrem Amtsblatt spiegelte sich das in den ersten Wochen kaum wider. Eine erste massive Änderung ergab sich in der Folge der Kriegserklärung Frankreichs vom 3. September 1939, als die Reichsbahndirektion Saarbrücken nach Koblenz evakuiert und eine Reihe ihrer Einrichtungen und Strecken der Mainzer Direktion zur „Mitverwaltung“ übergeben wurden. Es handelte sich dabei um deren südliche Reichsbahnbetriebsämter
- Saarbrücken 1,
- Saarbrücken 2,
- St. Wendel,
- Homburg,
- Kaiserslautern und
- Zweibrücken,

sowie die zugehörigen Strecken. In der Folge nahm die Direktion in Mainz auch Aufgaben für die Direktion in Koblenz wahr. So wurden etwa deren Personalnachrichten im Mainzer Amtsblatt veröffentlicht. Auch wurden Einrichtungen beider Direktionen auch endgültig zusammengelegt. Diese Maßnahme wurde nach dem für die Wehrmacht erfolgreich verlaufenen Westfeldzug zum 20. Juli 1940 wieder rückgängig gemacht.
Weiter war die RBD Mainz damit beauftragt, alle Ersatzleistungen aus dem Frachtvertrag aus Anlaß der Freimachung (Räumung) von Gebieten an der Westgrenze des Reiches zentral abzurechnen.
Eine weitere Konsequenz des Krieges war, dass im Bereich der Direktion keine Züge mehr verkehrten, die noch die (alte) 1. Klasse führten. Der Verkauf entsprechender Fahrkarten wurde im November 1939 eingestellt.

##### Weitere Entwicklung

Kriegs-Propaganda 1942

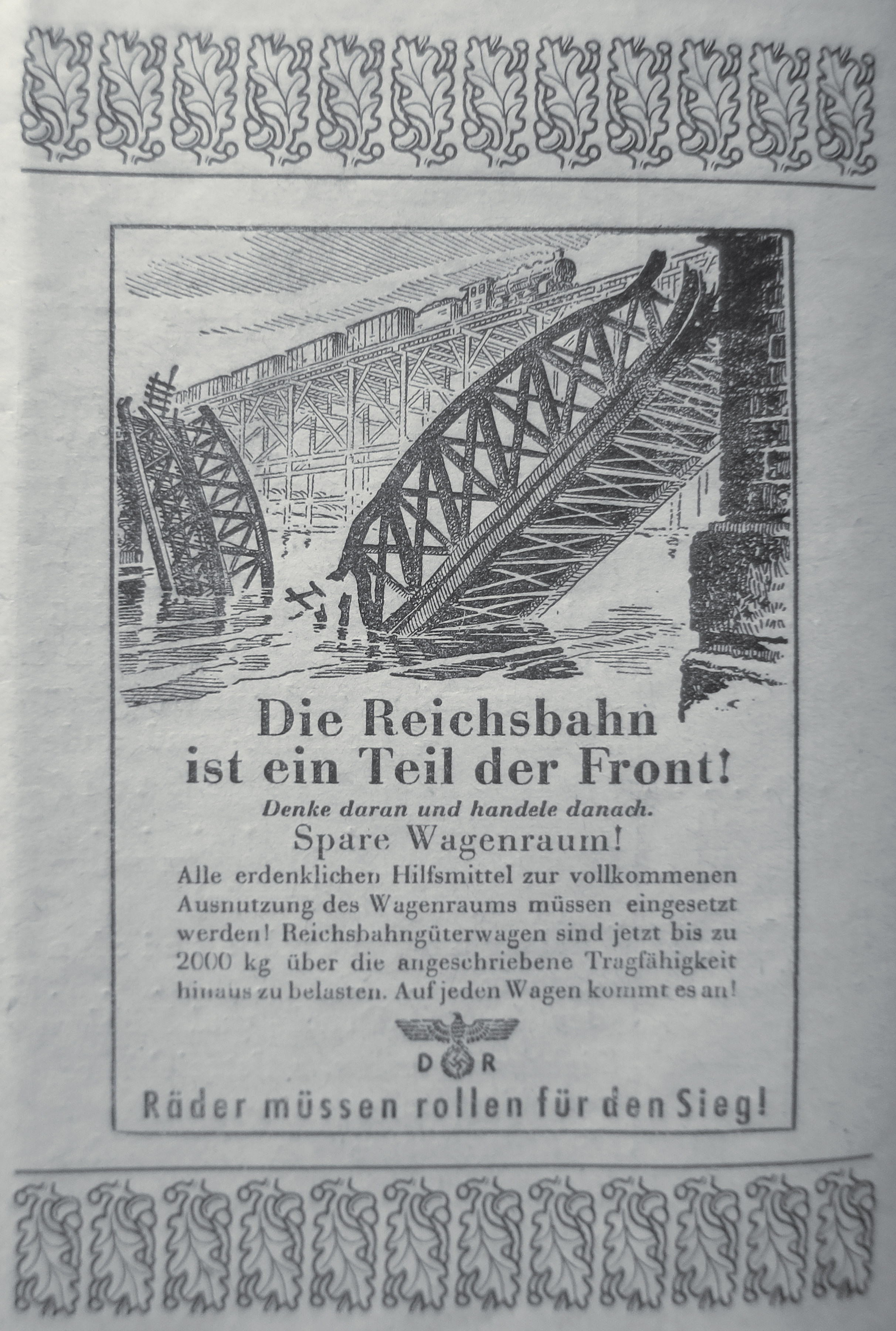
Kriegs-Propaganda 1943

Unberührt vom Krieg wurde zunächst weiterhin „Normalbetrieb“ aufrechterhalten. So gab die Bahngärtnerei auch im Frühjahr 1940 z. B. Geranien, Fuchsien, Begonien, Petunien, Dahlien und Chrysanthemen ab, im Herbst 1940 andere saisonal gängige Zierpflanzen und im Frühjahr 1941 war das Angebot sogar noch reichhaltiger. Gleichzeitig wurden Regelungen zum Fliegeralarm getroffen. Auch den Wettbewerb zur Verschönerung der Bahnanlagen gab es 1940 noch – mit 480 Preisträgern! Zwei Jahre später förderte die Reichsbahn-Landwirtschaft wegen der zunehmend angespannten Versorgungslage das Halten von Ziegen und Schweinen.
Ab 1941 macht sich zunehmend die Knappheit von Materialien aller Art bemerkbar. Selbst Besen sind 1942 kaum noch zu ersetzen. Auch konnten Ersatzteile nicht mehr geliefert werden. Eine Folge des Mangels waren zunehmend auf Verschleiß beruhende Aus- und Unfälle. Der allgemeine Mangel schlägt sich auch in den ständig wiederholten Mahnungen im Amtsblatt, Rohstoffe zu sparen und Altmaterialien zu sammeln, nieder. Um Papier zu sparen, wurden ab Mitte 1942 „besondere Belohnungen“ der Mitarbeiter in der Regel nicht mehr im Amtsblatt veröffentlicht, wie das zuvor immer geschehen war, Briefbögen durften mit Schreibmaschine nur noch „engzeilig“ beschrieben werden. und die Papierstreifen der Morsetelegrafen waren beidseitig zu verwenden. Das „Fernsprechnetz der Reichsbahndirektion Mainz war stark überlastet“. Es kam zu ersten Kompromissen hinsichtlich von Sicherheitsvorschriften im Eisenbahnbetrieb: Güterwagen im Verkehr mit der Slowakei durften bis zu einer Tonne über die zulässige Tragfähigkeit hinaus beladen werden. Das wurde bald auf Belgien und Frankreich erweitert. Bereits 1943 wurde das aber teils erheblich überschritten. Die Zugleitstelle Darmstadt wurde kriegsbedingt 1943 aufgegeben.
Auch das Personal wurde knapp. Viele Männer wurden eingezogen. In der männlichen Domäne des Eisenbahndienstes erscheinen nun zunehmend Frauen als Ersatzarbeitskräfte. Auch an anderer Stelle kommt es zu Kompromissen: Erstmals 1942 wurde versuchsweise eine Verwendung „von Brillenträgern auf der Lokomotive im Güterzugdienst“ (im Streckendienst) gestattet, 1943 versuchsweise auf Personenzüge ausgedehnt und 1944 allgemein zugelassen, zunächst für langsam fahrende Züge, ab Dezember 1944 für alle Züge. Güterzüge wurden nur noch mit einem Zugbegleiter besetzt. Es kommt zu zahlreichen „Verwaltungsvereinfachungen“.
Bei der Nutzung von Personenzügen kam es zunehmend zu Beschränkungen: So durften z. B. Kinderwagen nur noch sehr beschränkt mitgeführt werden. Der Reisezugverkehr wurde gegenüber dem geltenden Fahrplan ausgedünnt. Das wurde kaschiert, indem die Plakate, die die ausfallenden Reisezüge listeten, abgenommen und neue nicht mehr ausgehängt wurden. Der Fahrplanentwurf für 1942/43 wurde bereits „mit entspannten Fahrzeiten und verlängerten Aufenthalten“ angekündigt.
Ab 1942 nehmen die kriegsbedingten Beeinträchtigungen zu: Die Beschaffung von Ersatzwohnraum für „fliegergeschädigte“ Mitarbeiter wurde zum Thema. Wichtige Akten und Unterlagen, insbesondere Personalunterlagen und Lohnstammkarten, aber auch wichtige Akten und Pläne, mussten seit September 1942 täglich nach Dienstschluss in den Keller gebracht werden, um sie vor den zunehmenden Luftangriffen zu schützen.

##### Kriegsende
1944 verwaltete die RBD Mainz 1769 km normalspurige und 44 km schmalspurige Bahnstrecken.
Im letzten Jahr des Krieges rückte das direkte Kampfgeschehen ständig näher und schließlich in den Zuständigkeitsbereich der Direktion ein. Die Mitarbeiter waren in größerem Umfang von Bombenschäden aus Luftangriffen betroffen. Ein Merkblatt über Verhalten der Züge bei Bordwaffenbeschuß wurde ausgegeben. Der Kindergeldzuschlag für Kinder, die infolge eines Luftangriffs vermißt werden, muss geregelt werden. Auch sicherheitsrelevante Vorschriften werden zunehmend aufgegeben. So wird das „Fahren auf Sicht“ wegen Ausfalls der Signal- und Kommunikationseinrichtungen häufig. Dafür wurden eigene Vorschriften erlassen. Güterzüge ohne Zugbegleiter wurden zugelassen.
Auch der allgemeine Mangel an allem verstärkte sich ständig. Das Amtsblatt der Direktion ist voll von Bekanntmachungen, die sich mit der Bewirtschaftung des allgemeinen Mangels, sei es Papier, Besen oder Fahrradreifen befassen oder der Verlängerung der Gebrauchsdauer von Kohlepapier. 1944 fällt der Auslandsteil des Deutschen Kursbuches weg. Ab Mitte Juni 1944 wird der Fernreiseverkehr an Sonntagen massiv eingeschränkt: Von 52 Fernverkehrszügen, die das Direktionsgebiet berühren, fallen 40 aus. Drei Wochen später – mit dem neuen Fahrplan vom 3. Juli 1944 – wird die Maßnahme verstetigt: 55 Fernreisezüge berühren den Zuständigkeitsbereich der Direktion, 43 davon verkehren sonntags nicht. Andererseits gibt es Sonderzüge für die Bayreuther Bühnenfestspiele 1944. Aber die Einschränkungen des Verkehrs griffen weiter um sich: Im September 1944 wurden sechs Fernverbindungen, die den Direktionsbezirk berührten komplett gestrichen. Anfang November fuhren vier Züge sonntags und mittwochs nicht mehr.
Der sich anbahnende Zusammenbruch spiegelt sich ab Herbst 1944 – sprachlich nur dürftig verschleiert – selbst in den erlassenen Vorschriften wider, etwa wenn die „Übernahme von Eisenbahnern geräumter Strecken“ geregelt wird, die „aus gewissen Gebieten des Reiches“ kommen und nun im Direktionsbezirk eingegliedert werden müssen. Am 11. November 1944 begann ein Aufruf des Direktionspräsidenten, Dr. Schrag, schon mit den Worten: „Die Waffenträger der Nation stehen an den Grenzen des Reiches im schicksalsschweren Kampf um die Heimaterde […]“ – die Front rückte zusehends näher. Ebenfalls im November wurden als Aktiver Schutz der Reise- und Güterzüge einzelnen Zügen Flak-Wagen beigegeben – und die Gärtnerei der Direktion gibt bekannt: „Bei der Bahngärtnerei Rüdesheim werden dringend Gärtner benötigt“.
In der Endphase des Zweiten Weltkriegs wurden Teile der Direktion in kleinere Orte in die Umgebung von Mainz und in den Odenwald evakuiert. Diese Auslagerungen begannen damit, dass die Eisenbahnluftschutz-Bezirksstelle im Sommer 1944 vorsorglich ein Ausweichquartier in Wiesbaden einrichtete. Die Direktionsspitze setzte sich am 17. März 1945 nach Osten ab, am 28. März 1945 wurde der verbliebene Rest der Verwaltung von Darmstadt nach Bamberg verlegt und Ende März oder Anfang April die Direktion durch das Reichsverkehrsministerium aufgelöst.

#### Kriegsfolgen

##### Unmittelbare Kriegsfolgen
Um diese Auflösung kümmerte sich in der Folge niemand, die verbliebenen Eisenbahner dachten und arbeiteten in der von der Reichsbahn überkommenen Struktur weiter, aber am Ende des Krieges war Eisenbahnverkehr im Direktionsbezirk nicht mehr möglich. 290 km Gleise mit 1863 Weichen, 75 Stellwerke, 254 Brücken, darunter alle über Rhein, Lahn und Sieg, 35 Überführungsbauwerke, 11 der 76 Tunnel, 38,6 % aller Hochbauten, 45 % der Telefon- und Telegrafenleitungen und 40 % der Streckenkabel waren zerstört. Auch waren beim deutschen Rückzug zahlreiche Fahrzeuge und Vorräte – etwa die für den Betrieb von Dampflokomotiven so wichtige Kohle – in Richtung Osten verlagert worden.

##### Amerikanische Besatzung
Der Zuständigkeitsbereich der Direktion wurde 1945 zunächst komplett durch US-Streitkräfte besetzt, die nach und nach versuchten, die schwer beschädigte Eisenbahninfrastruktur für ihre Zwecke wieder betriebsbereit zu machen. Das geschah zunächst durch Eisenbahnbataillone. Aber schon sehr bald wurden dazu auch die noch deutschen Eisenbahner eingesetzt. Im Fokus der Amerikaner standen zunächst die Nachschubstrecken aus dem Westen: Die Verbindungen Saarbrücken–Mainz und Saarbrücken–Ludwigshafen nahmen schon im April 1945 wieder den Betrieb auf, ebenso wurden noch im gleichen Monat drei Ersatzbrücken über den Rhein gelegt, unter anderem eine für die Südbrücke in Mainz. Dies alles geschah noch vor dem Ende des Zweiten Weltkriegs in Europa am 8. Mai 1945. Die Linke Rheinstrecke zwischen Köln und Mainz nahm noch im Mai 1945 ihren Betrieb wieder auf.
Schon am 15. April 1945 ordnete die Besatzung an, dass die RBD Mainz ihre Arbeit wieder aufzunehmen habe, also ebenfalls noch vor dem Ende der Kampfhandlungen weiter östlich. Wegen der gestörten Kommunikation und den zerstörten Rheinbrücken geschah das zunächst dezentral in Dienststellen in Darmstadt, Mainz und Ludwigshafen am Rhein.
Am 11. Juni 1945 gingen Strecken und Betrieb von den amerikanischen Militäreisenbahnern wieder in deutsche Hände über.

##### Französische Besatzung
Von großer Bedeutung für die Direktion war die Gründung der Französischen Besatzungszone am 28. Juli 1945 und der Übergang der Eisenbahnaufsicht in der Zone vom amerikanischen Militär auf die französische Militärregierung am 15. August 1945. Das hatte auch neue Direktionsgrenzen zur Folge: Grenze der Direktion war dort, wo sie an andere Besatzungszonen grenzte, nun exakt diese Grenze, bei den drei Rheinbrücken verlief sie in der Flussmitte.
Noch bevor ein begrenzter Betrieb wieder aufgenommen werden konnte, wurden umfangreich Regelungen getroffen, wie das in der Notsituation zu geschehen habe, wenn etwa die Lochzange fehlte, um die Fahrkarten zu entwerten. Einen Rückschluss darauf, wie die Praxis des Reisens in diesen Tagen aussah, lässt eine Bekanntmachung von Anfang September 1945 erahnen, die mit den Worten beginnt: „Der Reiseverkehr mit Güterzügen hat Formen angenommen, die nicht länger geduldet werden können […]“. Der Verkauf von Fahrkarten der (alten) 2. Wagenklasse wurde zum 1. Oktober 1945 eingestellt, da entsprechende Fahrzeuge für den öffentlichen Verkehr kaum noch vorhanden waren. Ende 1945 betrug die zulässige Höchstgeschwindigkeit im Direktionsbezirk 60 km/h, bei zahlreichen zusätzlichen Langsamfahrstellen.

Grußadresse des Präsidenten zum 50-jährigen Bestehen der Direktion

Im Juli 1945 nahm als neuer, von der amerikanischen Besatzungsmacht eingesetzter Präsident der Reichsbahndirektion, Hans Kleinschmidt seine Arbeit auf. Schrittweise wurden Kriegsschäden beseitigt. Betriebsfähig hergerichtet hatten die Alliierten für ihre Zwecke noch vor der deutschen Kapitulation 1945 die Strecken
- Saarbrücken–Mainz (Abschnitt Linke Rheinstrecke, Bahnstrecke Gau Algesheim–Bad Kreuznach, Nahetalbahn),
- Saarbrücken–Ludwigshafen,
- Ludwigshafen–Mainz und
- Neustadt–Wörth (Bahnstrecke Neustadt–Wissembourg, Bahnstrecke Winden–Karlsruhe).

Es folgten
- Mitte August 1945 die Linke Rheinstrecke zwischen Köln und Mainz und
- im Februar 1946 die Rechte Rheinstrecke.

Die Wiederinbetriebnahmen entwickelten sich wie folgt:
- Anfang 1946 waren im Direktionsbezirk 420 km zwei- und 13 km eingleisig wieder befahrbar.
- Am 15. April 1947 waren es 644 km zwei- und 31 km eingleisig.

Im September 1945 wurde wieder eine deutsche Bahnschutzpolizei eingerichtet. Für deren Ausrüstung fehlte es aber an allem. Ebenso fehlte es in allen anderen Bereichen an vielem: Einsatzfähige Güterwagen waren knapp. Die alten Formulare trugen in vielen Fällen das alte Hoheitszeichen (Hakenkreuz). Dieses war in jedem Fall „durch Tinte, Tusche oder Stempelfarbe unkenntlich zu machen“.
Um die Kommunikation mit den Angehörigen der Besatzungsmächte zu verbessern bot die Eisenbahnfachschule in Mainz ab Herbst 1945 Kurse in englischer und französischer Sprache an. Das Angebot stieß auf reges Interesse, die Durchführung verzögerte sich aber bis ins Frühjahr 1946. Auch ein deutsch-französisches Wörterbuch eisenbahntechnischer Ausdrücke sollte die Kommunikation zwischen Eisenbahnern und Besatzungsmacht erleichtern. Im Sommer 1946 nahm die begann die Eisenbahnfachschule auch, die „normalen“ Lehrgänge wieder anzubieten. 1947 wurde die Eisenbahnfachschule dann durch einen Vertrag zwischen der Direktion und der Einheitsgewerkschaft der Eisenbahner in der französisch besetzten Zone auf eine neue Grundlage gestellt.
Zum 1. Januar 1946 wurde ein „Reichsbahn-Fürsorgewerk“ für den Direktionsbezirk gegründet. Im Februar 1946 erschien das Reichsbahnkursbuch für die französische Zone.
Trotz all dieser Schwierigkeiten wurde das 50-jährige Bestehen der Direktion am 1. April 1947 mit einer Festveranstaltung begangen, einem von Beethoven und Wagner umrahmten Festakt in der Aula der Universität Mainz am Vormittag und einer verkehrswissenschaftlichen Vortragsreihe am Nachmittag. Außerdem erschien im Amtsblatt eine Grußadresse des Direktionspräsidenten. Der Präsident der vorgesetzten DOCF erließ aus Anlass des Jubiläums eine Amnestie für Dienst- und Ordnungsstrafen.

### Eisenbahndirektion

#### DOCF-Regime

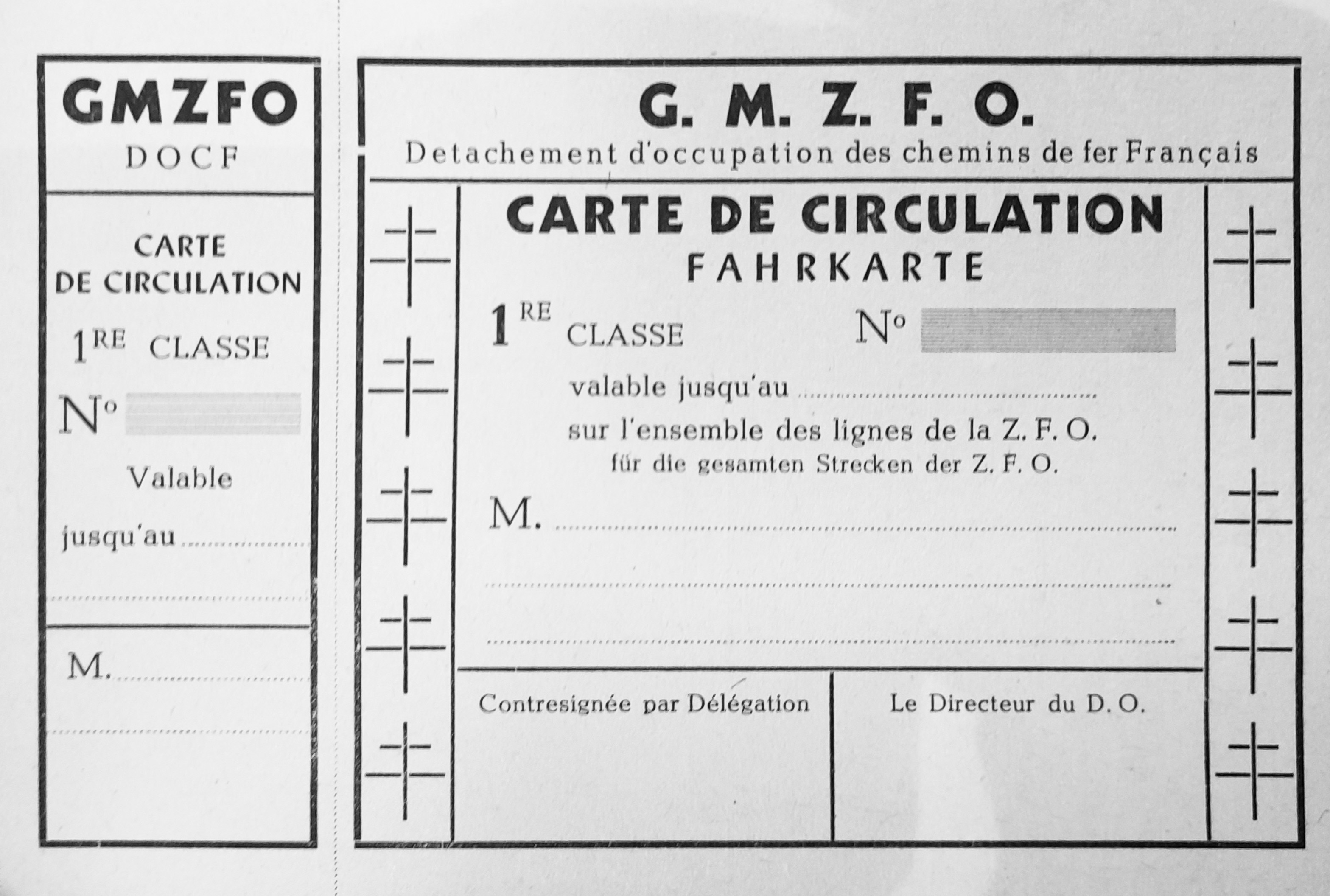
Freifahrschein der DOCF

Die französische Militärverwaltung übte die Eisenbahnaufsicht durch das Détachement d’Occupation des Chemins de fer Français (DOCF) mit Sitz in Speyer aus. Aus der „Reichsbahndirektion Mainz“ wurde wieder eine „Eisenbahndirektion Mainz“. Im Titel des direktionseigenen Amtsblattes spiegelt sich das mit der Ausgabe Nr. 37 vom 31. August 1946 wider, das erstmals – und nunmehr fortlaufend – als Amtsblatt der Eisenbahndirektion Mainz erschien. Neben der Eisenbahndirektion Mainz gab es in der französischen Besatzungszone noch die Eisenbahndirektionen Saarbrücken und Karlsruhe. Die offizielle Änderung der Bezeichnung von Reichsbahn auf Deutsche Eisenbahnen der französisch besetzten Zone und Reichsbahndirektion Mainz in Eisenbahndirektion Mainz erfolgte im August 1946, wurde aber erst im Oktober bekanntgemacht.
In der Folge mussten die Grenzen der Direktion Mainz an die Grenzen der französischen Besatzungszone angepasst werden. Damit entfiel die Zuständigkeit für alle Strecken in der Provinz Starkenburg mit den Bahnbetriebswerken Darmstadt, Darmstadt-Kranichstein, Mainz-Bischofsheim, Weinheim und Wiesbaden, die überwiegend der Reichsbahndirektion Frankfurt/Main zugeordnet wurden. Die Mainzer Direktion erhielt dafür die Strecken entlang des Rheins, südlich der Grenze zur britischen Besatzungszone aus dem Bestand der Reichsbahndirektion Köln, darunter die Rechte Rheinstrecke zwischen Unkel und Kaub und die Strecken im bisherigen Zuständigkeitsbereich der Bahnbetriebswerke Altenkirchen, Engers, Koblenz-Lützel, Koblenz-Mosel, Linz und dem Betriebsamt Betzdorf. Damit kamen folgende Bahnstrecken hinzu:

Veröffentlichung zur Gründung der SWDE im Amtsblatt

- Bahnstrecke Engers–Au, Abschnitt Engers–Siershahn
- Bahnstrecke Grenzau–Hillscheid
- Bahnstrecke Herborn–Montabaur, Abschnitt Montabaur–Westerburg−Rehe
- Bahnstrecke Erbach–Fehl-Ritzhausen
- Siegstrecke, Abschnitt Au–Niederschelden
- Bahnstrecke Betzdorf–Haiger
- Bahnstrecke Betzdorf–Daaden
- Bahnstrecke Kirchen–Freudenberg, Abschnitt Kirchen (Sieg)–Oberasdorf
- Bahnstrecke Wissen–Hermesdorf, Abschnitt Wissen–Volperhausen[Anm. 28]

Die von der Direktion Mainz betreute Streckenlänge betrug nach dieser Revision des Zuständigkeitsbereichs 1766 km.
Als zum 1. April 1947 das Saarprotektorat von Deutschland abgetrennt wurde, gelangten die Strecken im Umfeld von Kaiserslautern aus der Zuständigkeit der Direktion Saarbrücken ebenfalls an die Mainzer Direktion.
Der Wiederaufbau richtete sich nach den Vorgaben der Besatzungsmacht. Infrastruktur und Fahrzeugbestand im Zuständigkeitsbereich der Direktion waren stark von Beschlagnahmen durch Frankreich betroffen. Dabei mussten 93,5 km Gleis und 269 Weichen nach Frankreich geliefert werden. Ein erheblicher Teil davon wurde für den Wiederaufbau des Hafens von Chalon-sur-Saône verwendet. Dies geschah bis 1946 auf der Grundlage des Anspruchs auf Kriegsbeute gemäß Artikel 53 Haager Landkriegsordnung, anschließend als Reparationen und Restitution. Letzteres galt z. B. für während des Krieges in Frankreich gebaute Lokomotiven.
Nach der Konsolidierung der örtlichen Zuständigkeit umfasste die Mainzer Eisenbahndirektion zum 1. September 1947 ein Streckennetz von rund 1880 km (vor 1945: 1814 km), von dem rund 100 km aufgrund kriegsbedingter Zerstörungen immer noch außer Betrieb waren. Der Eisenbahndirektion Mainz wurden dabei die Ausbesserungswerke Betzdorf und Ludwigshafen zugeteilt. Deren Arbeit war allerdings sehr problematisch, da für die Reparaturen lediglich von der Zerstörung verschont gebliebenes Altmaterial zur Verfügung stand.

#### In der SWDE
Zum 1. Juli 1947 wurde als gemeinsame Verwaltung der in der Französischen Besatzungszone gelegenen Eisenbahnen die Betriebsvereinigung der Südwestdeutschen Eisenbahnen (SWDE) in Speyer gegründet und die Direktion Mainz dieser zugeordnet. Zu diesem Zeitpunkt betrieb die Eisenbahndirektion Mainz 1787,4 km, davon waren 1108,9 km Hauptbahnen und 43,6 km Schmalspurstrecken.
Eine Veränderung ergab sich schon zum 1. Juli 1948, als die Eisenbahndirektion Trier (wieder) eingerichtet wurde. Die Eisenbahndirektion Mainz gab einige Streckenabschnitte an die neu gegründete Direktion ab, ebenso wie den Abschnitt der Bahnstrecke Betzdorf–Haiger, der sich in der britisch besetzten Zone befand, der an die Eisenbahndirektion Frankfurt abgegeben wurde. Die Kesselwagenexplosion in der BASF  in Ludwigshafen am Rhein am 28. Juli 1948 war der wohl schwerste Eisenbahnunfall, der sich im Bereich der Eisenbahndirektion je ereignete: 207 Menschen starben, 3818 wurden verletzt und 3122 Gebäude erheblich beschädigt. Für die Hilfe, die zahlreiche Eisenbahner nach der Katastrophe leisteten, sprach der Direktionspräsident ihnen seine Anerkennung aus. Die „Normalisierung“ des Alltags zeigt sich etwa daran, dass 1949 der Reichsbahnkalender wieder erschien, worauf im Amtsblatt der Direktion hingewiesen wurde.
Zum 1. April 1948 galt im Bereich der Direktion wieder das RIV-Abkommen für den Austausch von Wagen im internationalen Güterverkehr. Mit der Währungsreform 1948 konnte erstmals nach dem Krieg auch neues Material beschafft werden. Stolz verkündete der Präsident der Direktion im September 1948: „Zum ersten Mal nach dem Kriege konnte die Eisenbahn in Mainz am Deutschen Katholikentag unter Beweis stellen, daß sie dem friedensmäßigen Massenverkehr wieder gewachsen ist. Über 70000 Menschen wurden allein zur Schlußveranstaltung mit Sonder- und Planzügen von und nach Mainz auf der Schiene befördert.“
Nach Gründung der Bundesrepublik Deutschland begann im Herbst 1949 auch die Vereinigung der beiden deutschen Staatsbahnen in den drei Westzonen. Die SWDE wurde eine „Bundeseisenbahn“ und bildete nach einem Erlass des Bundesverkehrsministers vom 11. Oktober 1949 zusammen mit der „Deutschen Reichsbahn im Vereinigten Wirtschaftsgebiet“ die Deutsche Bundesbahn. Beide Verwaltungen blieben rechtlich jedoch zunächst getrennt und wurden schrittweise bis 1952 zusammengeführt: Die Eisenbahndirektion Mainz wurde zur Bundesbahndirektion. Die Beamten im Direktionsbezirk wurden am 9. November 1950 Bundesbeamte. Aber immer noch bestand eine Zollgrenze zum Saarland. Unterwegsbahnhöfe, die für die Zollabfertigung gar nicht ausgelegt waren, mussten diese Aufgabe für ein Jahrzehnt übernehmen, was zu erheblichen betrieblichen Schwierigkeiten führte.

### Bundesbahndirektion
Zum 15. Oktober 1949 wurde die SWDE in „Deutsche Bundesbahn – Betriebsvereinigung der Südwestdeutschen Eisenbahnen“ umbenannt, denn das Grundgesetz für die Bundesrepublik Deutschland vom 23. Mai 1949 bestimmte in Artikel 87 (damalige Fassung) und 130, dass eine einheitliche Bundeseisenbahn zu schaffen war. Die offizielle Bezeichnung der Eisenbahndirektion lautete aber weiterhin Eisenbahndirektion, nicht Bundesbahndirektion. Das wurde erst zum 1. Mai 1953 endgültig umgestellt. Hintergrund war, dass in der Folge einer Änderung des Beamtenrechts nicht nur die Beamtentitel, sondern bundesweit auch alle Dienststellenbezeichnungen, die noch mit „Reichsbahn...“ oder „Eisenbahn...“ begannen, nun in „Bundesbahn...“ umbezeichnet wurden.
Zum 1. März 1955 erfolgte eine Grenzberichtigung gegenüber der Bundesbahndirektion Frankfurt: Um die Zuständigkeit für die drei Rheinbrücken jeweils in einer Hand zu vereinen, wurde die von den Besatzungsmächten festgelegte Direktionsgrenze in der Flussmitte jeweils bis zu einem der Widerlager oder Stromüberbauten verschoben: Die Rheinbrücke Worms und die Kaiserbrücke in Mainz fielen so komplett in die Zuständigkeit der Bundesbahndirektion Mainz, die Südbrücke in Mainz gelangte in die Zuständigkeit der Bundesbahndirektion Frankfurt.

#### Aufbauleistung
In den ersten 10 Jahren nach dem Zweiten Weltkrieg konnten von den zerstörten 254 Brücken 175 wieder aufgebaut werden, weitere 55 wurden behelfsmäßig wieder in Betrieb genommen. Auch alle beschädigten Tunnel waren wieder befahrbar.
Die Ruine des historischen Verwaltungsgebäudes der Eisenbahndirektion von Berdellé wurde abgerissen und 1955 durch einen zeittypischen Neubau an gleicher Stelle mit einer sehr plastisch gestalteten Rasterfassade aus grauem Travertin ersetzt. Dieser Ersatzbau wurde nun als „Geschäftsgebäude II“ bezeichnet, im Gegensatz zum „Geschäftsgebäude I“, dem „Neubau“ von 1938, der nur geringe Schäden davongetragen hatte. Die „Beamtenlaufbahn“ zwischen beiden Gebäuden blieb erhalten. Alle zuvor über das Stadtgebiet von Mainz verstreuten Büros der Direktion konnten hier untergebracht werden.

#### Entwicklung

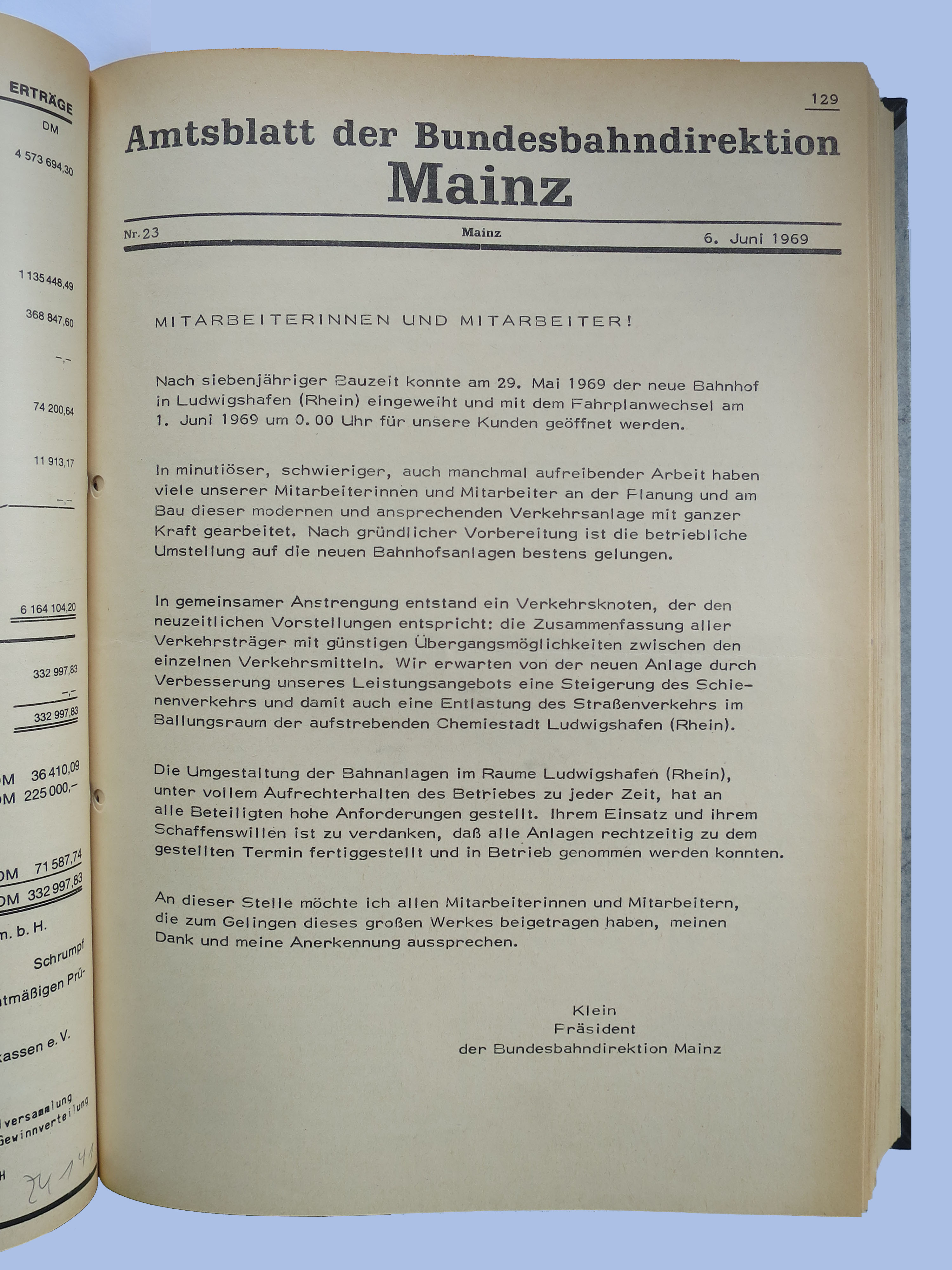
Der neue Ludwigshafen (Rhein) Hauptbahnhof ist eröffnet, 1969.

Zum 1. Juni 1952 wurde die SWDE endgültig aufgelöst und verschmolz mit der DB. Die allerdings bezeichnete die Direktion auch weiter hin als Eisenbahndirektion.
Ab dem Winterfahrplan 1952/53 wurden im Bereich der Direktion Schienenbusse eingesetzt, um die Betriebskosten auf Nebenbahnen zu reduzieren. Damals wurden zuerst die Strecken Westerburg–Rennerod, Erbach–Fehl-Ritzhausen, Armsheim–Wendelsheim, Hinterweidenthal–Bundenthal-Rumbach und Wörth–Berg (Pf) auf den Betrieb mit Schienenbussen umgestellt.
Die Normalisierung des Lebens in den 50er Jahren drückt sich auch darin aus, dass Aktivitäten über die Kernaufgaben hinaus möglich wurden. 1954 fand erstmals seit der Vorkriegszeit wieder ein „Verkehrswerbender Blumenschmuckwettbewerb“ statt: Prämien waren für mit Blumen geschmückte Gebäude, Freiflächen und Posten im Direktionsbezirk ausgeschrieben, die von Mitarbeitern aus eigenen Mitteln besonders schön gestaltet waren. Der Wettbewerb wurde in den folgenden Jahren fortgesetzt. Weiter rief die Direktion ihre Dienststellen 1961 dazu auf, sich an dem Wettbewerb „Unser Dorf soll schöner werden“ zu beteiligen oder dabei mit den örtlichen Gemeinden zu kooperieren. Und 1970 kam es dann sogar bundesweit zu einem Bahnhofs-Verschönerungswettbewerb, „Grün und Blumen als Reisefreunde“, an dem zu beteiligen auch die Bundesbahndirektion Mainz das Personal ihrer Bahnhöfe aufrief. Im Direktionsbezirk beteiligten sich 27 Bahnhöfe. Am besten schnitt hier der neue, 1969 eingeweihte Ludwigshafen (Rhein) Hauptbahnhof ab.
Zum 60-jährigen Bestehen der Direktion erschien eine Festschrift und die Nr. 1 des Jahrgangs 1957 des Amtsblatts war ein Sonder-Amtsblatt, das ausschließlich diesem Ereignis gewidmet war. Eine im Vorgriff auf das Jubiläum schon 1956 veröffentlichte Aufstellung gibt die Länge des Streckennetzes der Direktion mit 1797 km an. Zu ihr gehörten damals unter anderem 666 Dampflokomotiven, 7 Diesellokomotiven und 31 Schienenbusse. Während die Dampflokomotiven im Schnitt pro Jahr 57.000 km unterwegs waren, brachten es die Schienenbusse auf 84.000 km Jahresleistung.
Voll Stolz wies der Präsident der Direktion, Theodor Acker, in seiner Weihnachtsbotschaft 1957 darauf hin: Die modernsten TEE-Züge befahren auch unsere Strecken. Die zunehmende Elektrifizierung der Strecken im Direktionsbereich führte zur Einrichtung von zwei Fahrleitungsmeistereien, die die stationären Einrichtungen für den elektrischen Zugbetrieb in Stand hielten: Zum 1. Januar 1958 in Mainz und zum 1. März 1958 in Ludwigshafen. Ab dem 1. Juni 1958 gingen die rechte Rheinstrecke und die Strecke Mainz–Mannheim zwischen Koblenz und Mannheim als erste Strecken der Direktion in den elektrischen Betrieb.
Ebenfalls ab 1958 wurde im Amtsblatt der Bundesbahndirektion Mainz auf die steigende Zahl der Straßenverkehrsunfälle, insbesondere bei Wegeunfällen von Eisenbahnern hingewiesen. Mit Beginn der 1960er Jahre machte sich im Bezirk der Bundesbahndirektion Mainz zunehmend Personalmangel bemerkbar. Ab 1963 erschienen dazu sogar Sonder-Amtsblätter der Direktion, die komplett dem Thema Nachwuchs-Werbung gewidmet waren. Der Arbeitskräftemangel hielt das ganze Jahrzehnt und darüber hinaus über an.
Etwa ab 1966 erscheinen im Amtsblatt der Bundesbahndirektion Mainz zunehmend Bekanntmachungen, die sich auf den Abzug von Personal aus Dienststellen, die Umwandlung von Bahnhöfen in Haltestellen, die Einstellung von Verkehren und Streckenstilllegungen beziehen.
Am 29. Mai 1969 nahm der neue, hoch moderne Bahnhof Ludwigshafen (Rhein) Hauptbahnhof den planmäßigen Betrieb auf. Er galt als modernster Bahnhof Europas.
Bei der Neuordnung des Kursbuchwesens zum Sommerfahrplan 1970 wurde das neue, für den Bezirk der Direktion zuständige Regional-Kursbuch die Ausgabe DB-Kursbuch Saar – Pfalz – Mittelrhein. Schon ab der dem folgenden Winterfahrplan wurde das Regionalkursbuch als DB-Kursbuch Rheinland-Pfalz / Saarland bezeichnet.

#### Auflösung

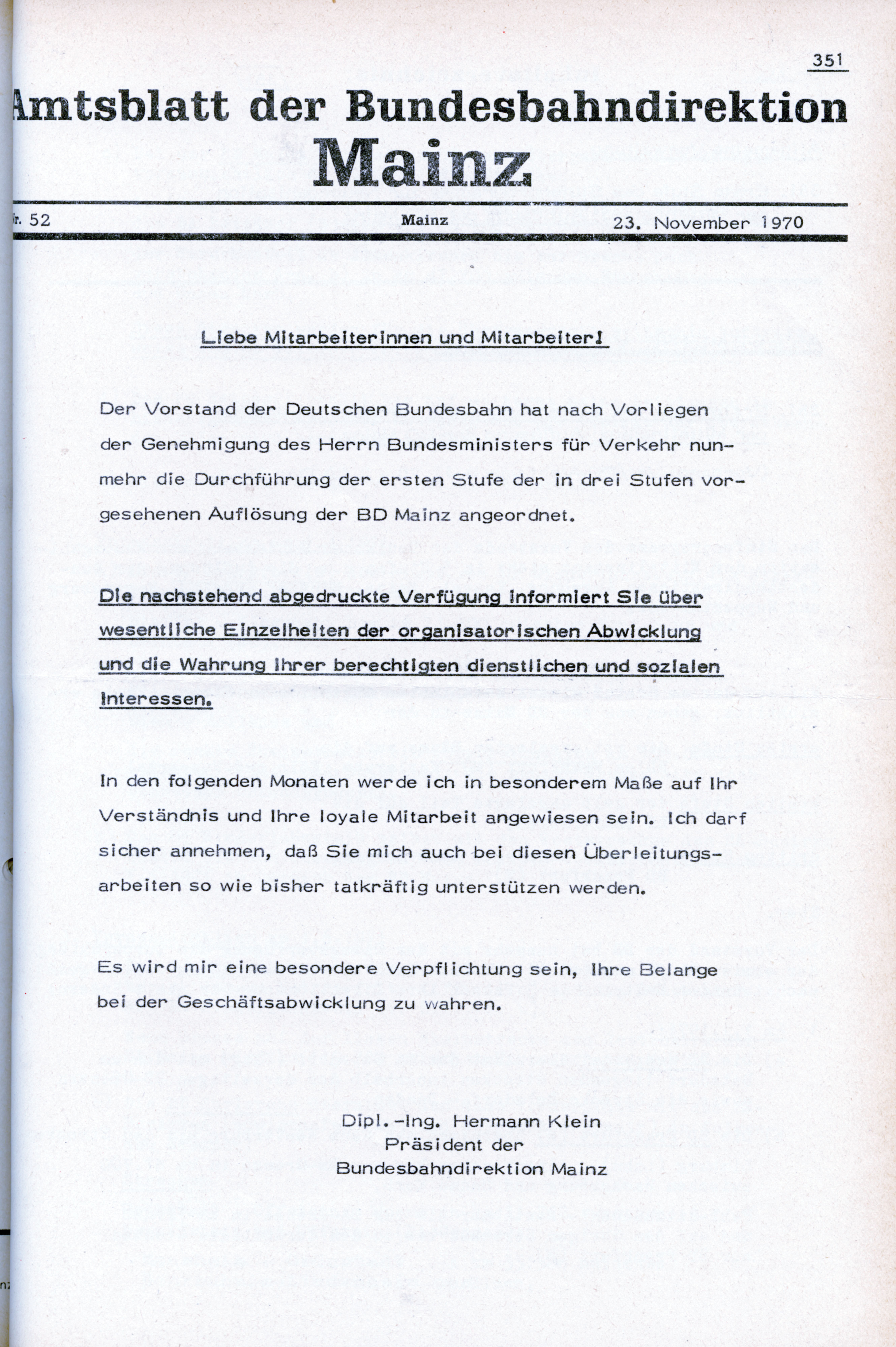
Anfang vom Ende: Der Auflösungserlass

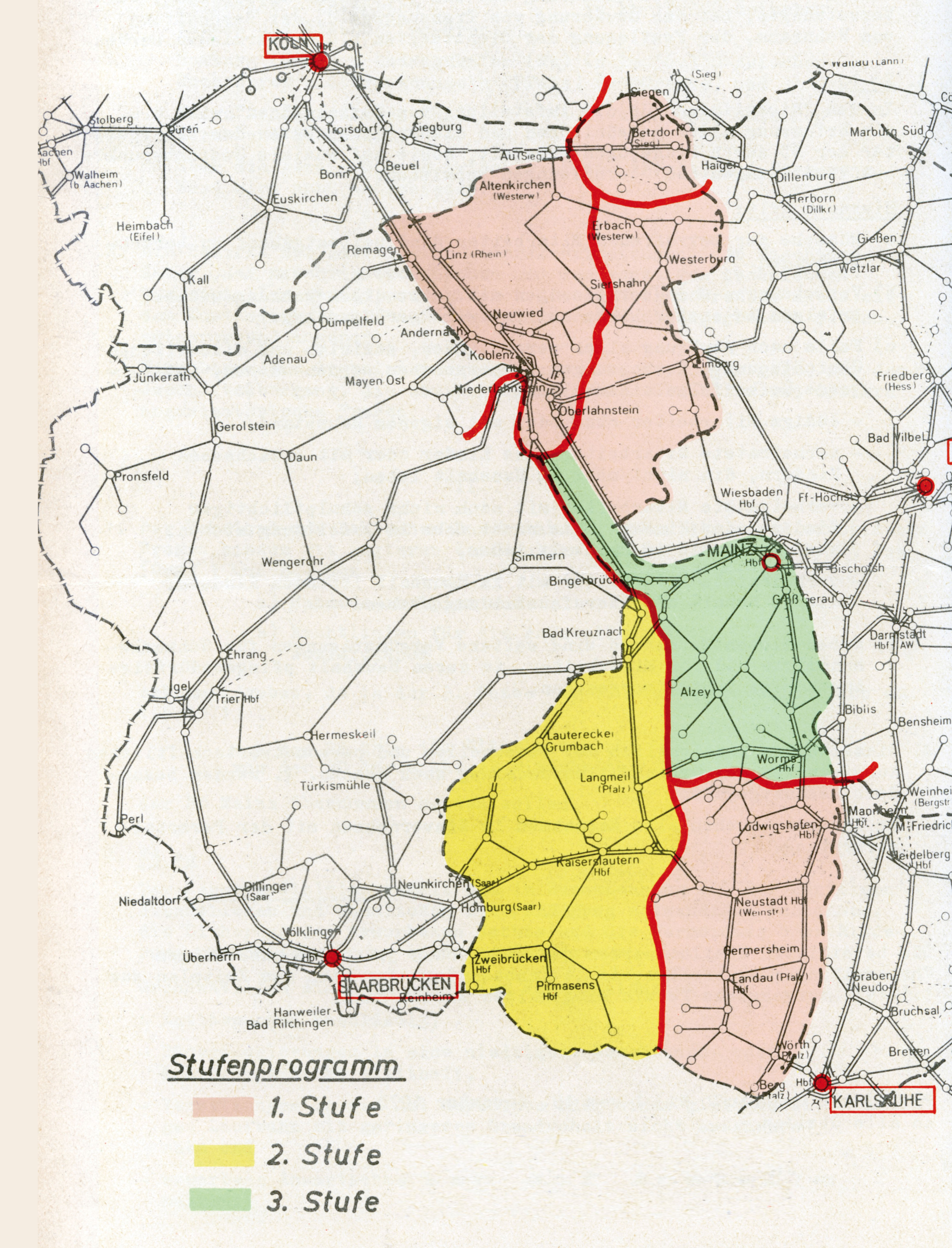
Auflösungbereiche der Direktion

##### Vorgeschichte
Bereits seit den 1950er Jahren gab es für den gesamten Bereich der Deutschen Bundesbahn Bestrebungen, die Zahl der bestehenden 16 Direktionen zu reduzieren. Die Auflösung der Direktion Mainz hat so eine lange Vorgeschichte: Bereits 1960 erfolgte ein entsprechender Vorschlag, der zunächst 1965 in einer Organisationskommission mündete. Diese erarbeitete dafür einen Rahmenplan aus, den sie 1967 vorlegte. Der Verwaltungsrat der DB beschloss am 18. Dezember 1967, fünf Bundesbahndirektionen aufzulösen – darunter auch die Direktion Mainz. Das Bundeskabinett stimmte dem am 23. Juli 1970 zu, der Bundesminister für Verkehr genehmigte am 4. August 1970 das dafür vorgesehene Verfahren, einen Mehrstufenplan. Dieser wurde den Mitarbeitern schließlich am 23. November 1970 im Amtsblatt der Bundesbahndirektion Mainz bekanntgegeben. Mainz war nach der Bundesbahndirektion Augsburg die zweite Direktion der DB, die aufgelöst wurde.

##### Stufen
Die einzelnen Stufen der Auflösung bezogen sich auf den räumlichen Zuständigkeitsbereich der Direktion Mainz. Danach wurde die Zuständigkeit für definierte Bündel von Strecken zu festgelegten Zeitpunkten an fünf benachbarte Direktionen abgegeben: Frankfurt/Main, Karlsruhe, Köln, Saarbrücken und Wuppertal:
1. Stufe
- zum 1. Januar 1971[364]
  - Die um Betzdorf gelegenen Strecken gingen an die BD Wuppertal über. Dazu zählten die Siegstrecke im Abschnitt Betzdorf–Niederschelden, die Bahnstrecke Betzdorf–Haiger bis Herdorf, die Bahnstrecke Betzdorf–Daaden und die Bahnstrecke Kirchen–Freudenberg bis Niederfischbach.[365]
  - Die um Westerburg gelegenen Strecken gingen an die BD Frankfurt/M. Dazu zählten die Bahnstrecke Limburg–Altenkirchen bis Streckenkilometer 47,7 zwischen Unnau-Korb und Hachenburg und die Bahnstrecke Herborn–Montabaur zwischen Fehl-Ritzhausen bis kurz vor Montabaur bei Streckenkilometer 72,4.[366]

Daraus folgten eine Reihe weiterer Änderungen, vor allem für die räumlichen Zuständigkeiten nachgeordneter Dienststellen.
- zum 1. April 1971
  - Die Strecken Limburg-Staffel–Siershahn bis Streckenkilometer 24,3 zwischen Montabaur und Dernbach, die Lahntalbahn zwischen Limburg bis hinter Friedrichssegen bei Streckenkilometer 95,5, die Aartalbahn, soweit sie nicht bis dahin schon zur BD Frankfurt gehörte, und die Rechte Rheinstrecke bis kurz vor Osterspai bei Streckenkilometer 108,0 gingen an die BD Frankfurt/M.[368]

- zum 1. Juni 1971[369]
  - Die Rechte Rheinstrecke einschließlich und nördlich von Osterspai und die Linken Rheinstrecke ab Streckenkilometer 119,7, zwischen Hirzenach und Werlau, gingen an die BD Köln.[370]
  - Die Strecken in der Vorderpfalz, südlich von Worms und Monsheim gingen an die BD Karlsruhe über. Die neuen Grenzen lagen bei Streckenkilometer 11,712 der Bahnstrecke Worms–Grünstadt zwischen Offstein und dem Anschluss Neuoffstein, bei Streckenkilometer 35,58 der Bahnstrecke Neustadt–Monsheim, südlich von Hohensülzen, bei Streckenkilometer 14,0 der Bahnstrecke Grünstadt–Enkenbach zwischen Ramsen und Eiswoog, bei Streckenkilometer 56,35 der Bahnstrecke Mannheim–Saarbrücken zwischen Hochspeyer und Frankenstein und bei Streckenkilometer 49,5 der Bahnstrecke Mainz–Mannheim, südlich von Worms.[371]

Das Personal der Mainzer Direktion sollte vorrangig in den aufnehmenden Direktionen auf den Stellen untergebracht werden, die wegen der Übernahme von Aufgaben der Direktion Mainz dort eingerichtet wurden.
2. Stufe
Die 2. Stufe trat zum 1. August 1971 in Kraft.
- Eine Reihe von Strecken in der West- und Nordpfalz, im Umfeld von Kaiserslautern und Bad Kreuznach, gingen zum 1. August 1971 an die Bundesbahndirektion Saarbrücken über.[374]

Die Direktion war dadurch bereits stark verkleinert, die geordnete Auflösung war nun ihre Hauptaufgabe. Das führte etwa dazu, dass die Ernennung ihres letzten Präsidenten, Willi Keckeisen, in den letzten Monaten des Jahres 1971, im Amtsblatt keinen Niederschlag mehr fand. Willi Keckeisen erschien namentlich im Amtsblatt erstmals mit seiner Grußadresse an die Mitarbeiter zu Weihnachten und dem Jahreswechsel 1971/72. Auch in dieser Stufe sollte das Personal der Mainzer Direktion vorrangig in der aufnehmenden Direktion Saarbrücken auf den Stellen untergebracht werden, die wegen der Übernahme von Aufgaben der Direktion Mainz dort eingerichtet wurden.
3. Stufe
- Der verbliebene Bestand, die Strecken in Rheinhessen und die Linke Rheinstrecke südlich des neuen Grenzpunkts bei Streckenkilometer 119,7 zur BD Köln, ging am 1. Mai 1972 in die Zuständigkeit der BD Frankfurt/M. über.[377]

Damit war die Zuständigkeit für alle ehemals zur BD Mainz gehörenden Strecken auf Nachbardirektionen übergegangen.

##### Ende
Die Unterbringung aller freigesetzten Mitarbeiter war nicht unproblematisch. Die Amtsblätter der Direktion Mainz des Restjahrgangs 1972 enthalten in großer Zahl Mitteilungen zu offenen Stellen in den Bezirken anderer Direktionen. Am 1. April 1972 hätte die Mainzer Direktion ihr 75-jähriges Bestehen feiern können, wie sie das zum 40-jährigen (1937) und zum 60-jährigen (1957) Jubiläum getan hatte. Davon wurde angesichts des fortgeschrittenen Auflösungsprozesses abgesehen. Einen kurzen Rückblick enthält lediglich die Bilanz des letzten Präsidenten der Bundesbahndirektion, Willi Keckeisen, in der vorletzten und Sonderausgabe von deren Amtsblatt. Der Übergang selbst habe keine größeren Probleme aufgeworfen.
Von den 1177 Mitarbeitern, die 1971 vor der Auflösung der Direktion dort arbeiteten, wurden 239 in die neu gegründete Zentrale Transportleitung der Deutschen Bundesbahn in Mainz übernommen, die im ehemaligen Direktionsgebäude untergebracht wurde. 70 % kamen in benachbarten Dienststellen in Frankfurt am Main und im Rhein-Main-Gebiet unter, 11 % (130 Personen) gingen in den Ruhestand und nur für 36 Mitarbeiter war noch keine endgültige Regelung gefunden, als die Direktion am 30. April 1972 aufgelöst wurde.

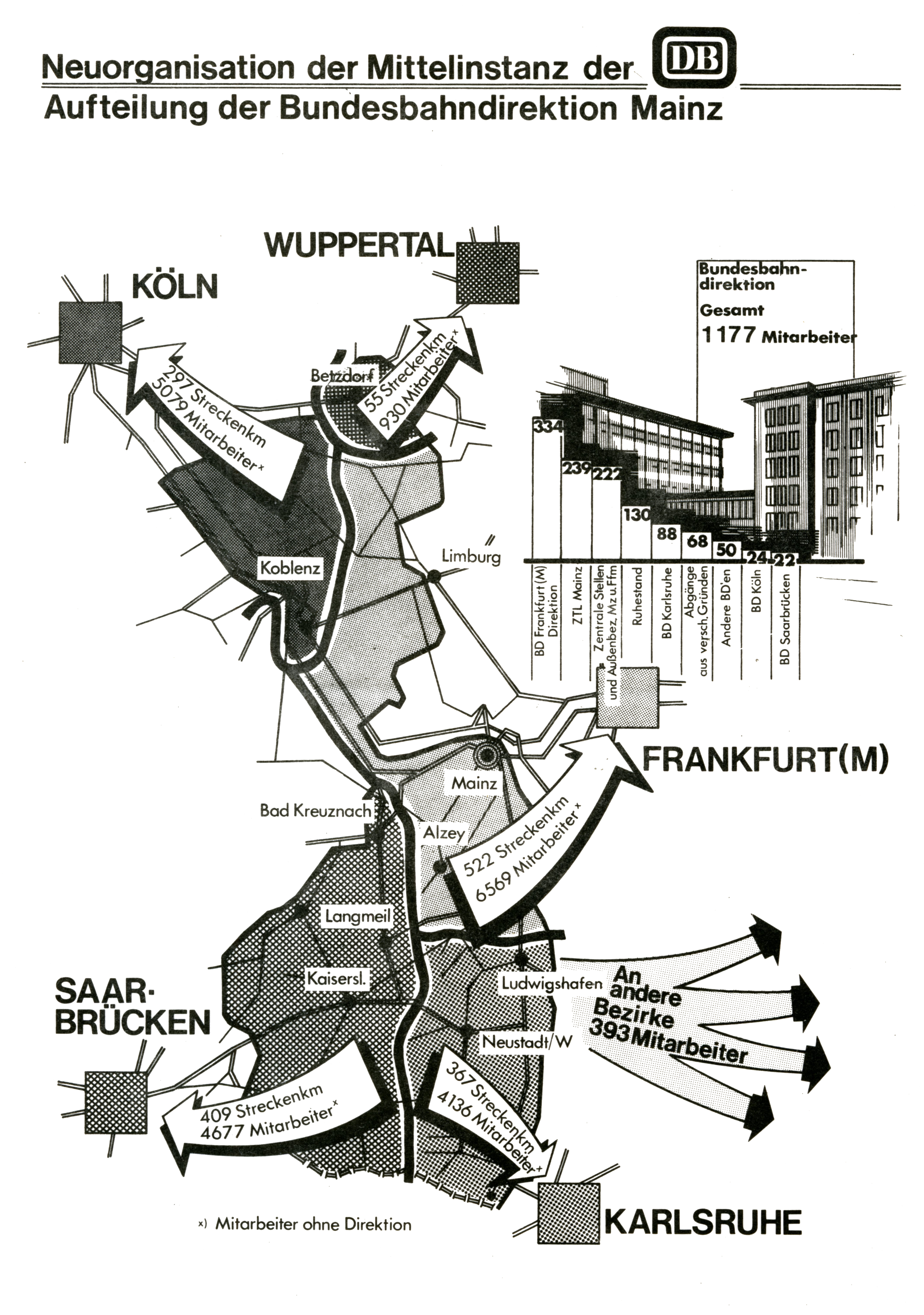
Abgabe von Mitarbeitern und Streckenkilometern bei der Auflösung 1971/1972

Verbleib
| nach                              | Mitarbeiter insgesamt | Streckenkilometer | Mitarbeiter der Direktion |
| --------------------------------- | --------------------- | ----------------- | ------------------------- |
| BD Wuppertal                      | 0930                  | 055               | 0                         |
| BD Köln                           | 5079                  | 297               | 024                       |
| BD Saarbrücken                    | 4677                  | 409               | 022                       |
| BD Karlsruhe                      | 4136                  | 367               | 088                       |
| BD Frankfurt                      | 6569                  | 522               | 334                       |
| andere Direktionen                | 0393                  | 0                 | 050                       |
| Zentrale Transportleitung (Mainz) | 0                     | 0                 | 239                       |
| Ruhestand                         | 0                     | 0                 | 130                       |

## Die Direktion

### Gliederung

#### Bei Gründung
Anfänglich war die Direktion in acht Arbeitsbereiche eingeteilt:
1. Betriebsinspektionen (zuständig für die Infrastruktur ohne Fernmeldewesen)
2. Maschineninspektionen
3. Werkstätteninspektionen
4. Verkehrsinspektionen
5. Telegrapheninspektion[Anm. 36]
6. Bau-Abteilungen
7. Bahnmeistereien

Betriebsinspektionen, Maschineninspektionen, Werkstätteninspektionen und Verkehrsinspektionen bildeten wiederum jeweils um die Mittelpunkte Mainz (für Rheinhessen) und Darmstadt (für Starkenburg) Zuständigkeitsbereiche, die sich nochmals unterteilten, nämlich für
1. Mainz
  1. (Bad) Kreuznach
  2. Bingen[Anm. 37]
  3. Mainz
  4. Worms
2. Darmstadt
  1. Darmstadt I (ab 1926: Eisenbahn-Ausbesserungswerk Darmstadt Wagenwerk)[385]
  2. Darmstadt II (ab 1926: Eisenbahn-Ausbesserungswerk Darmstadt Lokomotivwerk)[385]
  3. Mannheim

Die Telegrapheninspektion dagegen kannte keine örtliche Unterteilung und war von Mainz aus für das gesamte Netz zuständig. Die Bauabteilungen wurden projektbezogen für Neubauten eingerichtet und aufgelöst, wenn das Projekt beendet war. Ursprünglich gab es folgende Bauabteilungen:
1. Offenbach am Main (Bahnstrecke Offenbach-Bieber–Dietzenbach und der Offenbacher Hafenbahn)[386]
2. Waldmichelbach (Überwaldbahn)
3. Oppenheim (Bahnstrecke Nierstein–Undenheim-Köngernheim)
4. Worms I (Rheinbrücke Worms und Zuführungsstrecken)
5. Worms II (Umbau des Bahnhofs Worms und Neubau der Bahnstrecke Worms–Gundheim)

Veränderungen der Direktion in Organisation und personeller Besetzung wurden in ihrem Amtsblatt in Abständen veröffentlicht.

#### Spätere Organisationsformen
1922 wurde die Direktion in zwei Abteilungen aufgeteilt. Während der Abteilung I überwiegend kaufmännische Aufgaben zukamen, widmete sich die Abteilung II eher technischen Fragen:
- Abteilung I:
  - Haushalt
  - Finanzen
  - Personal
  - Wohlfahrt (Beihilfe)
  - Tarife
  - Beförderungsdienst
  - administrative Streckenangelegenheiten
  - Werkstätten
  - Stoffe (Material)
  - elektrische Anlagen
- Abteilung II:
  - Betrieb
  - Betriebsmaschinendienst
  - Sicherungs- und Fernmeldewesen
  - Bauangelegenheiten
  - Hochbau
  - Oberbau
  - Brücken

Auch darüber hinaus wurde in dieser Zeit innerhalb der Direktion umstrukturiert oder es wurden neue Bezeichnungen eingeführt. Die Werkstätten in Darmstadt wurden so z. B. 1922 zu einer Hauptwerkstätte vereinigt und in zwei Ausbesserungswerke eingeteilt, Eisenbahn Ausbesserungswerk Darmstadt 1 (Wagen) und Eisenbahn Ausbesserungswerk Darmstadt 2 (Lokomotiven).

### Personal

#### Präsidenten
| Zeitraum                              | Name                                      | Anmerkung                                                                    |
| ------------------------------------- | ----------------------------------------- | ---------------------------------------------------------------------------- |
| 1897–1903                             | Paul Breitenbach                          | anschließend Präsident der Direktion Köln                                    |
| 1903 –1908                            | Karl Christian Friedrich Otto von Rabenau | 1908 im Amt verstorben                                                       |
| 10. September 1908–1912               | Georg Michaelis                           | 1912 im Amt verstorben                                                       |
| September 1912 – 8. November 1916     | Waldemar Laury                            | 1916 im Amt verstorben                                                       |
| 1. März 1916 –1923                    | Friedrich Martini                         | Erster Präsident der Reichsbahndirektion Mainz                               |
| 1923–1924                             | Franz Jakobs                              |                                                                              |
| 9. Dezember 1924 – 30. September 1932 | David Lochte                              | anschließend Präsident der Reichsbahndirektion Altona                        |
| 31. Oktober 1932–31. August 1933      | Geheimer Rat Dr. jur. Hans Schneider      | interimistischer Verwalter                                                   |
| 1. September 1933–28. September 1935  | Erich Goudefroy                           | anschließend Präsident der Reichsbahndirektion Altona                        |
| 30. September 1935–20. Juni 1942      | Dr.-Ing. Kurt Tecklenburg                 | altersbedingter Ruhestand                                                    |
| 26. Juni 1942 – April 1945            | Dr. jur. Wolfgang Schrag                  |                                                                              |
| April 1945 – Juli 1945                | Dr. Götz                                  | geschäftsführend mit der Bezeichnung „Leiter der Reichsbahndirektion Mainz“. |
| Juli 1945–30. März 1949               | Hans Kleinschmidt                         | Schied „infolge der Überschreitung der Altersgrenze“ aus.                    |
| 2. September 1949–30. Juni 1964       | Theodor Acker                             | Schied mit erreichen der Altersgrenze aus.                                   |
| 15. Juli 1964–30. September 1971      | Hermann Klein                             | Schied mit erreichen der Altersgrenze aus.                                   |
| nach dem 30. September 1971–1972      | Willi Keckeisen                           | anschließend Präsident der Bundesbahndirektion Karlsruhe, dann Stuttgart     |

#### Bedienstete

Sonderausgabe des Amtsblatts zum Abschied des Präsidenten David Lochte vom 1. Oktober 1932

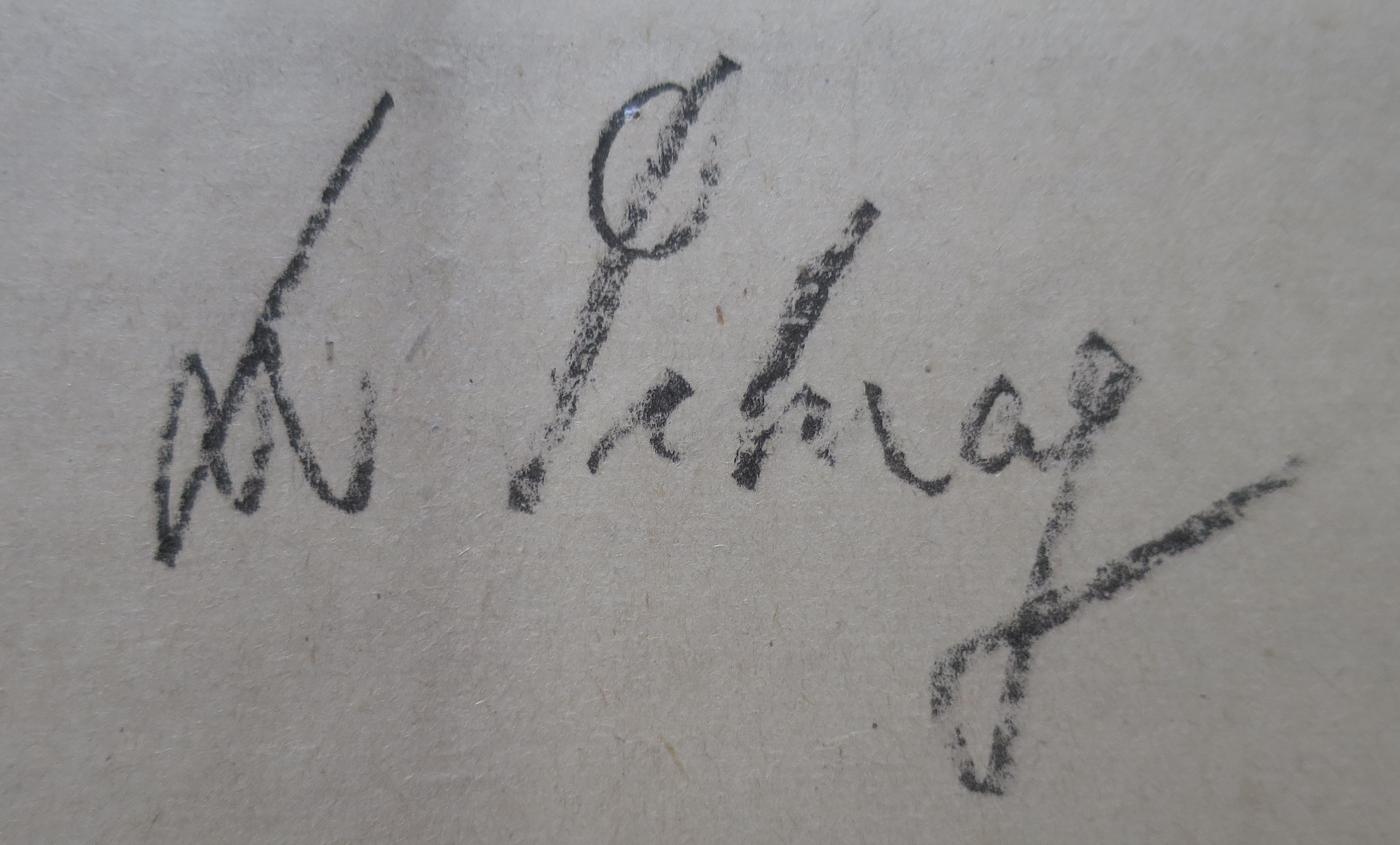
Unterschrift des Präsidenten Dr. Wolfgang Schrag, 1943

Aufgrund des Staatsvertrags zwischen dem Königreich Preußen und dem Großherzogtum Hessen, mit dem die Preußisch-Hessische Eisenbahn- und Finanzgemeinschaft gegründet wurde, war ein Sitz im Vorstand der Direktion einem hessischen Beamten vorbehalten. Ein weiterer Sitz war dort für einen badischen Beamten reserviert.
Die Fortbildung des Personals wurde immer wieder gefördert. Das galt sowohl außerdienstlich – im Amtsblatt finden sich immer wieder Hinweise auf Aus- und Fortbildung im Bereich der Imkerei – als auch dienstlich. Beamte, die Prüfungen mit besonders gutem Ergebnis bestanden, erhielten eine Prämie oder es wurden im Amtsblatt Lehrbücher zur Eisenbahnbetriebslehre oder zur sprachlichen Fortbildung in Englisch oder Französisch empfohlen.
1964 arbeiteten im Bezirk der Direktion etwa 25.000 Bedienstete. In der Direktion selbst waren 1971, bevor Stellen im Zuge der schrittweisen Auflösung der Direktion abgebaut wurden, 1177 Mitarbeiter tätig.

### Verkehr
Wichtigste Verbindung der Direktion war der Verkehr durch das Rheintal zwischen Koblenz und Mannheim. Im Mittelrheintal bündelte sich dieser Verkehr auf der Rechten und Linken Rheinstrecke. Diese waren die stärkst befahrenen Strecken, oft an der Kapazitätsgrenze. Dabei fuhr traditionell der Güterverkehr verstärkt über die rechte, der Personenverkehr verstärkt über die Linke Rheinstrecke. Im Güterverkehr dominierte, solange an der Ruhr noch in großem Umfang Kohle abgebaut wurde, deren Transport. Er machte etwa 75 % des Güterverkehrs aus. Besonders deutlich wird die „Flaschenhals“-Situation im Oberen Mittelrheintal mit der Aufnahme des Verkehrs der Rheinblitz-Gruppe 1951: Hier verkehrten zwischen Köln und Mainz bis zu vier gekuppelte Triebwagen, die außerhalb dieses Abschnitts getrennt aus verschiedenen Richtungen kamen und in verschiedene Richtungen weiter fuhren. Südlich von Mainz konnte der Verkehr dann immerhin auf drei Strecken verteilt werden: Mannheim–Mainz, Riedbahn und Main-Neckar-Bahn. Ein weiterer betrieblicher Schwerpunkt im Güterverkehr war die Zu- und Abfahrt von Zügen und Wagen im Verkehr mit dem Stammhaus der BASF in Ludwigshafen.
Außerhalb dieser Hauptachse war die Direktion Mainz für den „Hinterlandverkehr“ in Rheinhessen und zeitweilig im Westerwald, in Starkenburg und der Pfalz zuständig. Aber auch in diesen Gebieten gab es bis in die 1960er Jahre erheblichen Güterverkehr, im Westerwald und im Siegtal etwa durch die eisenverarbeitende Industrie.

### Veröffentlichungen

#### Amtsblatt

##### Erscheinungsform
Mit ihrer Gründung begann die Direktion, ein Amtsblatt zu veröffentlichen. Es erschien seit 1897 unter leicht wechselnden Titeln, wobei die Bezeichnung des Herausgebers den mehrfach wechselnden Bezeichnung der Direktion angepasst wurde. Jährlich erschien dazu bis 1965 ein Inhaltsverzeichnis für den jeweiligen Jahrgang. 1965 wurden bei allen Amtsblättern im Bereich der DB die jährlich erscheinenden Inhaltsverzeichnisse aufgegeben, da sie für den Dienstbetrieb nur geringe Relevanz hatten.
| Zeitraum                             | Bezeichnung der Direktion                                                                            | Bezeichnung des Amtsblattes |
| ------------------------------------ | --- | --- |
| 1897– 16. November 1918              | Königlich Preußische und Großherzoglich Hessische Eisenbahndirektion in Mainz                        | Amtsblatt der Königlich Preußischen und Großherzoglich Hessischen Eisenbahndirektion in Mainz |
| 18. November 1918– 27. November 1920 | Preußische und Hessische Eisenbahndirektion in Mainz, ab dem 1. April 1920: Eisenbahndirektion Mainz | Amtsblatt der Preußischen und Hessischen Eisenbahndirektion in Mainz, vom 5. März 1919 bis zum 3. Januar 1920 mit dem Zusatz: „Erscheint mit Genehmigung der militärischen Unterkommission Mainz.“ |
| 4. Dezember 1920– 12. August 1922    | Eisenbahndirektion Mainz                                                                             | Amtsblatt der Eisenbahndirektion Mainz |
| 19. August 1922–Ende 1926            | Reichsbahndirektion Mainz                                                                            | Amtsblatt der Reichsbahndirektion Mainz (Herausgeber: Reichsbahndirektion Mainz) |
| Anfang 1927–11. Oktober 1930         | Reichsbahndirektion Mainz                                                                            | Amtsblatt der Reichsbahndirektion in Mainz (Herausgeber: Deutsche Reichsbahn-Gesellschaft) |
| 11. Oktober 1930–1937                | Reichsbahndirektion Mainz                                                                            | Amtsblatt der Reichsbahndirektion Mainz [Herausgeber: Deutsche Reichsbahn-Gesellschaft] |
| 11. Oktober 1937–1946                | Reichsbahndirektion Mainz                                                                            | Amtsblatt der Reichsbahndirektion Mainz [Herausgeber: Deutsche Reichsbahn] |
| 1946–24. April 1953                  | Eisenbahndirektion Mainz                                                                             | Amtsblatt der Eisenbahndirektion Mainz |
| 1. Mai 1953–28. April 1972           | Bundesbahndirektion Mainz                                                                            | Amtsblatt der Bundesbahndirektion Mainz |

Der Umfang des Amtsblattes nahm im Laufe der Jahre zu und überschritt 1908 mit mehr als 1000 Bekanntmachungen erstmals diese Grenze. 1920 erreichte der Jahrgang die Zahl von 1259 Einzelbekanntmachungen, 1921 waren es 1424 Bekanntmachungen. Als die Krisenzeit Mitte der 1920er Jahre vorbei war, reduzierte sich auch der Umfang des Amtsblattes wieder: Der Jahrgang 1926 enthielt noch 975 Bekanntmachungen, im Jahrgang 1927 wurden 750 Bekanntmachungen veröffentlicht. Im Zuge der Weltwirtschaftskrise, Anfang der 1930er Jahre, erhöht sich der Umfang des Amtsblatts nicht mehr, es erweckt eher den Anschein – auch inhaltlich – auszudünnen. Der Jahrgang 1932 enthielt 830 Bekanntmachungen. Erst während des Zweiten Weltkriegs kommt es – trotz Papiermangels – wieder zu einer Zahl von Bekanntmachungen im vierstelligen Umfang, so 1942 mit 1086 Bekanntmachungen.
Das Amtsblatt erschien zunächst in Deutscher Schrift. Ab dem Jahrgang 1906 wurde für die Zwischenüberschriften eine gemäßigte Jugendstil-Schriftart verwendet, was ab der Nr. 35 des Jahrgangs 1913 wieder aufgegeben wurde. Verfügungen der zentralen Verwaltungen in Berlin wurden dagegen anfangs in Lateinischer Schrift hervorgehoben. Ab der Umstellung des Layouts mit der Nr. 6 des Jahrgangs 1933 wurden auch die Verfügungen der zentralen Verwaltungen in Berlin in Deutscher Schrift abgedruckt, jetzt aber durch einen seitlichen Strich hervorgehoben. Da Amtsblatt erschien zunächst im Quartformat mit einspaltigem Satzspiegel. Unter Beibehaltung des Formats wurde es ab der Nr. 6 des Jahrgangs 1933 zweispaltig gesetzt. Grund dafür war, dass die Amtsblätter aller Reichsbahndirektionen mit einem einheitlichen Erscheinungsbild veröffentlicht werden sollten.

Erste Ausgabe des Amtsblattes in Antiquaschrift zum 1. Januar 1942

Im Laufe des Jahres 1941 bereitete sich die Umstellung von der Fraktur- auf die Antiquaschrift vor.
Die Direktion kündigte am 19. April 1941 die Umstellung an – zunächst aber nur für Schrifttum, das unmittelbar auf das Ausland einwirken soll. Von der Umstellung des Inlandschrifttums wird vorerst Abstand genommen. Neue Schilder und Aufschriften sind in jedem Falle in Normalschrift herzustellen. Aber bereits im Jahrgang 1941 erscheinen einzelne Aufrufe in Antiqua, während der „amtliche“ Text noch in Fraktur gedruckt wird. Die Umstellung erfolgt dann mit der ersten Ausgabe des Jahres 1942.
Um Papier zu sparen, wurde Mitte 1942 angekündigt, „besondere Belohnungen“ der Mitarbeiter in der Regel nicht mehr im Amtsblatt zu veröffentlichen, wie das zuvor immer geschehen war. In der Praxis geschah das aber weiterhin, wenn auch in geringerem Umfang. Dafür findet sich eine fast halbseitige Notiz „An den Pranger!“, in der unter Namensnennung Mitarbeiter bloßgestellt werden, die Wagen zu langsam entladen haben.
Nr. 8 des Jahrgangs 1943 erscheint singulär als mit Schreibmaschine geschriebene und vervielfältigte Ein-Blatt-Ausgabe: Ein Aufruf des Direktionspräsidenten Dr. Schrag an die (männlichen) Mitarbeiter, ihre Frauen und Töchter zu veranlassen, sich bei der Reichsbahn zum Arbeitseinsatz zu melden.
Die Nr. 1 des Jahrgangs 1945 vom 1. Januar 1945 enthält ausschließlich den „Aufruf zum neuen Jahr“ des stellvertretenden Reichsbahnpräsidenten, Albert Ganzenmüller. Es handelt sich um ein einzelnes hektografiertes Blatt, dessen Rückseite leer blieb. Sowohl die davorliegende letzte Nummer des Jahrgangs 1944 als auch die folgenden sind wieder als Druck hergestellt.
Nach dem Ende des Zweiten Weltkriegs erscheinen dann die Nummern 8 (11. Februar) bis 16 (15. April [!]) des Jahrgangs 1946 erneut in Fraktur, bevor sie mit Nummer 17 (13. April [!]) ein ganz „modernes“ Layout in serifenloser Schrift erhalten. Das wird für die Ausgaben Nummer 23 und 24 unterbrochen. Hier wird eine Schrift mit Serifen verwendet. Diese beiden Ausgaben erscheinen auch in einer anderen Druckerei. Der allgemeine Mangel drückt sich auch in den zahlreichen unterschiedlichen in dieser Zeit für das Amtsblatt verwendeten Papierqualitäten aus.
1966 wurde das jährlich erscheinende Inhaltsverzeichnis aufgegeben, da ihm für den Dienstbetrieb nur geringe Relevanz beigemessen wurde.
Mit der Ausgabe 27/1967 treten wesentliche Änderungen im Erscheinungsbild des Amtsblattes ein. Bis dahin erschien das Amtsblatt in der Falken-Druckerei Joh. Falk 3. Söhne GmbH, Mainz. Auf den Satz wurde nun verzichtet, die Druckvorlagen mit Schreibmaschine erstellt, bei der Ausgabe 27/1967 sogar der Kopf. Für den gab es ab Ausgabe 28/1967 einen Vordruck, der mit Schreibmaschine ausgefüllt wurde. Als Impressum erscheint ab der Ausgabe 27/1967 statt der Falken-Druckerei: „Bücherei der BD Mainz“. Die Druckqualität – insbesondere bei Abbildungen – war dadurch drastisch reduziert. Redaktionsschluss war dienstags, das Amtsblatt erschien wöchentlich und freitags.
Mit der Auflösung der Bundesbahndirektion Mainz zum 30. April 1972 stellte auch deren Amtsblatt sein Erscheinen ein. Die letzte Ausgabe ist die Nr. 17 vom 28. April 1972, die mit der Bekanntmachung Nr. 65 schließt. Am Tag zuvor war noch eine Sonderausgabe außerhalb der durchlaufenden Nummerierung erschienen, die einen kurzen Rückblick auf die Geschichte der Direktion gab und den Auflösungsprozess bilanzierte.

##### Erscheinungsrhythmus
Bis 1919 erschien das Amtsblatt nach Bedarf, ab 1919 wöchentlich, wobei immer wieder zusätzliche Ausgaben eingeschoben wurden, wenn längere Bekanntmachungen zu veröffentlichen waren. Ab dem Jahrgang 1921 wurden diese zwischengeschobenen Ausgaben unter dem Titel Sonder-Amtsblatt der Eisenbahndirektion in Mainz herausgegeben, zunächst in die ständige Zählung der Amtsblätter eingegliedert, was später aber in einzelne Fällen unterblieben ist. Das Amtsblatt erschien in den 1930er Jahren immer Samstags. Die wöchentliche Erscheinungsweise (mit bei Bedarf eingeschobenen Ausgaben) wurde erstmals 1942 wieder unterbrochen. Bei den Luftangriffen auf Mainz am 11./12. und 12./13. August 1942 wurde offensichtlich die Druckerei Joh. Falk 3. Söhne GmbH, Mainz, die das Amtsblatt seit Jahrzehnten produzierte, so stark getroffen, dass sie mehrere Wochen ausfiel. Zwischen Nr. 49 und 50 liegen mehr als zwei Wochen und die folgenden Ausgaben unterscheiden sich in Papierqualität und Layout von den vorangegangenen. Statt des Impressums der Druckerei tragen sie nur die Kennzeichnung „K/0623“. Erst die erste Septemberausgabe wurde wieder von Joh. Falk 3. Söhne GmbH, Mainz hergestellt. Mit Heft 63 vom 28. Oktober 1942 tritt die Druckerei letztmals in Erscheinung. An Stelle des Impressums wird wieder eine anonymisierte Kennzeichnung verwendet, diesmal „K/0619“, eine Kennzeichnung, die bis zur letzten greifbaren Ausgabe am 17. Februar 1945 erscheint.
Ab dem 14. Juli 1945 erscheint das Amtsblatt der Reichsbahndirektion Mainz unter gleichem Titel in unveränderter Aufmachung wieder, beginnt allerdings (erneut) mit der Nr. 1 (1945) und einer Seitenzählung, die bei „Seite 1“ beginnt. Als „Impressum“ ist nun angegeben: „Druck: Joh. Falk III Söhne G.m.b.H. Mainz“.

##### Inhalte

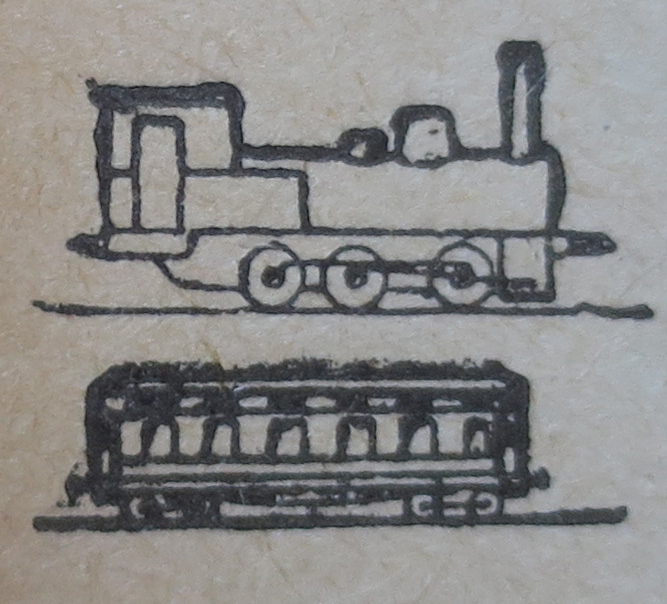
Hinweis-Symbol bei den Bekanntmachungen für das Fahrpersonal im „Amtsblatt“ (außer Jahrgang 1924)

Hinweis-Symbol bei den Bekanntmachungen für das Fahrpersonal im „Amtsblatt“ 1924

###### Länderbahnzeit
Neben den Bekanntmachungen enthielt das Amtsblatt auch einen Teil „Nachrichten“, in dem Beförderungen, Auszeichnungen, Bestrafungen und anderes, was die Direktion für mitteilenswert erachtete, vermeldet wurden. Außerdem nutzten verschiedene Selbsthilfeeinrichtungen der Eisenbahner das Amtsblatt, um Mitteilungen zu veröffentlichen. Wer dazu berechtigt war, regelte erstmals 1931 eine Verfügung der Hauptverwaltung der Reichsbahn. Vorangestellt ist jeder Ausgabe ein Inhaltsverzeichnis. Außerdem erschien nach Jahresschluss immer ein Jahresinhaltsverzeichnis.
Ab der Ausgabe Nr. 22 vom 2. Mai 1914 wurden am Rand von Bekanntmachungen im Amtsblatt am Rand Symbole abgedruckt: Bei solchen die Lokomotivpersonale betreffen, eine Lokomotive, bei solchen, die Zugpersonale betreffen, ein Personenwagen. Dies wurde ab Mai 1923 mit der Wiederaufnahme der Publikation nach deren Unterbrechung durch den Beginn des Regiebetriebes des französischen Militärs zunächst stillschweigend aufgegeben und erscheint später – unter Verwendung sehr altertümlicher Fahrzeuge aus der Anfangszeit der Bahn – sporadisch noch hin und wieder. Diese Hinweissymbole werden ab dem Jahrgang 1934 weitgehend aufgegeben, ab Jahrgang 1935 finden sie sich nicht mehr.

###### Weimarer Republik
Seit dem 1. Oktober 1920 konnte das Amtsblatt als Jahrgang oder auch Einzelhefte von Interessierten bezogen werden. Das war zunächst auf Eisenbahner und deren Gewerkschaften beschränkt.
Zum ersten Mal kam es in Folge der Ruhrbesetzung ab dem 11. Januar 1923, dem Aufruf der deutschen Regierung zum passiven Widerstand, der folgenden Arbeitsniederlegung der Mitarbeiter im Direktionsbezirk und deren Flucht in nicht besetztes, rechtsrheinisches Gebiet zu einer längeren Unterbrechung des Erscheinens des Amtsblattes. Es erschien noch am 28. Januar 1923 mit der Ausgabe Nr. 5 und erst am 25. Mai 1923 mit der Ausgabe Nr. 7. Obwohl das Amtsblatt auch ab Mai 1923 vorgibt, in Mainz zu erscheinen, wurde es aller Wahrscheinlichkeit nach in nicht besetztem, rechtsrheinischen Gebiet hergestellt. Anders ist auch die eindeutig anti-französische Tendenz in redaktionellen Beiträgen nicht zu erklären. So heißt es etwa: „Aus Anlass der Fortsetzung der Terrorisierung der Eisenbahnbediensteten  im besetzten Gebiet“ […].
Zum 1. Januar 1927 wechselte die Herausgeberschaft für das Amtsblatt von der Direktion auf die Deutsche Reichsbahn-Gesellschaft.
Wohl ab den 1920er Jahren erschien das Amtsblatt mit einem Mantel, der ausschließlich Werbeanzeigen enthielt, in der Seitenzählung des Amtsblatts nicht berücksichtigt wurde und deshalb in gebundenen Exemplaren fehlt. Die redaktionelle Verantwortung für den Mantel lag bei der Otto Elsner GmbH, Berlin. Die Reichsbahn war an den Einnahmen durch das Anzeigengeschäft prozentual beteiligt.
Ab dem Jahrgang 1929 wurde das Amtsblatt gelocht geliefert und sollte in entsprechende Schnellhefter abgeheftet werden. Die Redaktion des Amtsblattes stellte in dieser Zeit fest, dass dessen Umfang drastisch abnahm und die Dienststellen vermehrt „Umdruck“-Verfahren einsetzten, um Erlasse bekannt zu geben.
1931 wurde verfügt, dass „die Jahrgänge 1897 bis 1923 (einschließlich) aufgehoben“ werden. „Sie sind als Altpapier zu behandeln“. Gleichermaßen wird mit den Verfügungen aus den Amtsblättern 1924 bis 1926 zwei Jahre später verfahren.
Ab dem November 1932 wird auf dem Titelblatt der jeweiligen Amtsblattausgabe mit wechselnden, bildlich gestalteten Hinweisen immer wieder einmal für die Unfallverhütung geworben, was aber bei dem Wechsel des Layouts im Februar 1933 wieder aufgegeben wurde. Erneut aufgenommen wurde Werbung zur Unfallverhütung mit dem Jahrgang 1935 des Amtsblattes.

###### Nationalsozialismus
In der Ausgabe vom 14. Juli 1934 wurde erstmals – auf der Titelseite – ein Hakenkreuz in einer offiziellen Werbung für die Hitlerjugend wiedergegeben, in der Ausgabe vom 18. Mai 1935 wurden das Glückwunschschreiben des Generaldirektors der Reichsbahn, Julius Dorpmüller, an Adolf Hitler zu dessen Geburtstag und dessen Antwortschreiben darauf im Wortlaut, ebenfalls auf der Titelseite, abgedruckt.
Ab 1935 befassten sich im Amtsblatt verbreitete Bekanntmachungen zunehmend mit Themen, die im Zusammenhang mit der nationalsozialistischen Ideologie stehen. Mehrfach werden Details zum Hitler-Gruß geregelt, für die Mitgliedschaft in der Hitlerjugend geworben, die Beamten aufgefordert die NS-Presse zu lesen oder – in einem Sonder-Amtsblatt – der Aufruf des Generaldirektors der Deutschen Reichsbahn-Gesellschaft, Julius Dorpmüller, abgedruckt, der dazu aufrief, bei der Reichstagswahl 1936 Adolf Hitler zu wählen. Dem schloss sich der Präsident der Reichsbahndirektion, Kurt Tecklenburg, an.
Am 7. Dezember 1935 – exakt 100 Jahre nach der Eröffnung der ersten deutschen Eisenbahn – erschien eine Nummer des Amtsblatts. Inhalt war einzig eine Grußbotschaft des Generaldirektors der Deutschen Reichsbahn-Gesellschaft, in der er auch die Löschung aller bisher ausgesprochenen Dienst- und Ordnungsstrafen aus Anlass des Jubiläums verfügte.

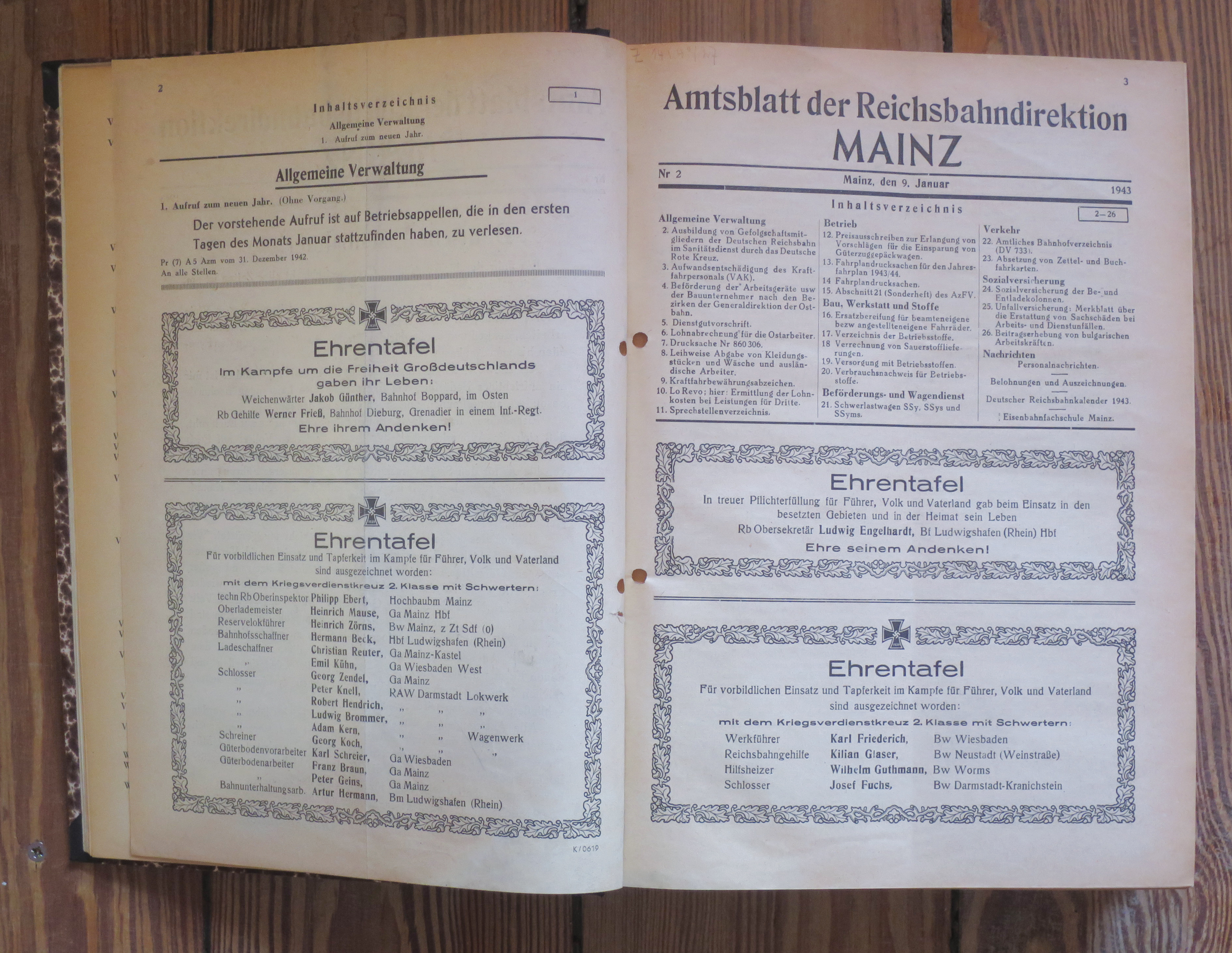
Seitenweise Tote und neue Orden: Amtsblatt Anfang 1943

1939 nahmen die politischen oder repräsentativen Adressen, teils als Sonderausgaben des Amtsblatts, zu, die sich nicht mit dem Eisenbahnbetrieb befassen: Zum 19. April 1939 erschien eine Sonderausgabe des Amtsblattes auf gestrichenem Papier, die ausschließlich einen Glückwunsch zum 50. Geburtstag des „Führers“ (20. April 1939) durch den Reichsbahnpräsidenten Julius Dorpmüller enthielt. Zum 5. Juli des gleichen Jahres erschien eine weitere Sonderausgabe des Amtsblatts, die vor Spionage „des Auslands“, das sich dazu „des Spionagedienstes“ bediene, warnt. Am 29. Juli gratuliert der Präsident der Direktion, Kurt Tecklenburg, Reichsverkehrsminister Julius Dorpmüller, dem „obersten Betriebsführer“ der Reichsbahn, im Namen der „Gefolgschaft der Reichsbahndirektion Mainz“ zum 70. Geburtstag. Dagegen geht das Amtsblatt auf den Beginn des Zweiten Weltkriegs am 1. September 1939 – ganz entgegen den „heroischen“ Proklamationen am Beginn des Ersten Weltkriegs – gar nicht ein. Dafür enthält das Amtsblatt vom 9. September 1939 auf der ersten Sezte – ganzseitig – eine Dankadresse von Julius Dorpmüller auf die ihm ausgesprochenen Glückwünsche zu seinem 70. Geburtstag. Erst in der Ausgabe vom 16. September wird der Krieg – eher beiläufig – erwähnt: Eine allgemeine Urlaubssperre wird aufgrund der Kriegswirtschaftsverordnung ausgesprochen. Erst im Oktober erscheint dann – wieder mal als Sonderausgabe des Amtsblatts – ein Dankschreiben des Generaloberst Walther von Brauchitsch für die Unterstützung der Reichsbahn beim „Feldzug in Polen“, übermittelt von Julius Dorpmüller, der mit „Es lebe der Führer und unser herrliches Großdeutschland“ unterzeichnet.
In der Ausgabe vom 4. November 1939 fand sich dann erstmals – und, wie in der Folge auch, prominent auf der Titelseite platziert – die Todesanzeige für einen gefallenen Mitarbeiter. 1939 folgte dann nur eine einzelne weitere Todesanzeige. Durch den Westfeldzug waren die Kampfhandlungen der RBD Mainz sehr viel näher gerückt. Ab Ende Juni 1940 wurden Todesanzeigen gefallener Mitarbeiter im Amtsblatt, jeweils auf der ersten Seite und als „Ehrentafel“ überschrieben, veröffentlicht. Die Schlacht von Stalingrad war am 31. Januar 1942 für die Wehrmacht verloren – ein Wendepunkt im Zweiten Weltkrieg. Bis in den März 1942 kommt es nie vor, dass in derselben Ausgabe des Amtsblatts sowohl Todesanzeigen Gefallener als auch Ordensverleihungen veröffentlicht werden. In der Ausgabe vom 16. Mai 1942 nahmen die „Ehrentafeln“ die gesamte erste Seite ein, das Inhaltsverzeichnis wurde auf die nächste Seite verschoben.
Im Dezember 1939 wurden erstmals Eisenbahnbeamte für ihren „militärischen“ Einsatz belobigt: Mitarbeiter des Bahnhofs Weiterstadt hatten in der Nacht vom 15. auf den 16. Oktober abgesprungene „feindliche Flieger“ festgenommen. Ab Oktober 1940 wurden dann verstärkt Ordensverleihungen an Mitarbeiter aus dem Direktionsbezirk herausgestellt.
1942 erschien erstmals Farbe im Amtsblatt: Rot prangte auf dem Titelblatt der Ausgabe vom 29. Juni 1942 – und das ausgerechnet für den Propaganda-Slogan „Räder müssen rollen für den Sieg!“
Mit Fortschreiten des Krieges finden sich im Amtsblatt Bekanntmachungen, in denen Brutalität und Unmenschlichkeit des Regimes deutlich zum Vorschein trat.
In mehrjährigen Abständen wurde der Inhalt des Amtsblatts „konsolidiert“, so auch 1943: Der noch gültige Inhalt der Amtsblätter der Jahrgänge 1927 bis 1937 wurde in einem Amtsblatt erneut veröffentlicht (mit den Jahrgängen vor 1927 war Jahre zuvor schon entsprechend verfahren worden), die Dienststellen angewiesen, die betroffenen Jahrgänge zum Altpapier zu nehmen. Das erklärt auch, warum nur relativ wenige vollständige Serien des Amtsblatts überliefert sind.
Ab etwa 1944 nahm der Umfang des Amtsblatts ab. Oft erschien das einzelne Amtsblatt nur noch vierseitig / zweiblättrig. Die sonst gerne einmal abgedruckten Belehrungen über Rechtschreibung oder zu Maßnahmen, die die Gesundheit fördern sollten, entfielen.

###### Besatzungszeit
Als am 14. Juli 1945 die erste Nachkriegsausgabe des Amtsblatts der Reichsbahndirektion Mainz erschien, eröffnete sie mit einem Aufruf an die „Eisenbahner des Reichsbahndirektionsbezirks Mainz!“, unterzeichnet vom Leiter der Reichsbahndirektion, „Dr. Götz“. Dessen Diktion erinnert noch stark an das Untergegangene, wenn dort im ersten Absatz das „deutsche Volk“ im Mittelpunkt steht und der Umgang sowohl mit den durch den Nationalsozialismus Geschädigten als auch der mit den ehemaligen „Parteigenossen“ nur sehr vorsichtig behandelt und auf einen Zeitpunkt verschoben wird, wenn dazu Vorschriften vorliegen werden. Die Verwendung des Begriffs „Gefolgschaftsmitglied“ wurde 1946 ausdrücklich untersagt. Es folgten weitere Hinweise, welche „nicht mehr zeitgemäßen Ausdrücke“ nicht mehr zu verwenden waren. Mit der Ausgabe vom 31. August 1946 wechselte die Bezeichnung der Herausgeberin von „Reichsbahndirektion“ zu „Eisenbahndirektion Mainz“.
Neben den amtlichen Mitteilungen wurden auch wieder Hinweise veröffentlicht. So wurde auf einschlägige Veröffentlichungen außerhalb der Direktion hingewiesen, etwa den 1949 wieder erschienenen Reichsbahnkalender (ab 1950: Bundesbahnkalender), Lehrbücher zur Fortbildung, Bekanntmachungen der Eisenbahn-Sparkasse Mainz oder der Bundesbahnbeamten-Krankenversorgung oder auch einmal Hinweise für die Freizeit gegeben, insbesondere solche, von denen die Leitung der Verwaltung annahm, dass sie die Corporate Identity der Eisenbahner stärke. Dazu gehörte etwa der Hinweis auf positive Berichterstattung über die Eisenbahn im Hörfunk.

###### Deutsche Bundesbahn
Obwohl die SWDE zum 15. Oktober 1949 in „Deutsche Bundesbahn – Betriebsvereinigung der Südwestdeutschen Eisenbahnen“ umbenannt wurde, behielt das Amtsblatt seinen Titel mit der Bezeichnung „Amtsblatt der Eisenbahndirektion ...“ zunächst bei. Erst mit der Ausgabe zum 1. Mai 1953 erhielt der Titel die Fassung Amtsblatt der Bundesbahndirektion Mainz, ohne dass auf die Änderung redaktionell eingegangen wurde.
In der Ausgabe vom 5. Mai 1950 ist – erstmals in der Geschichte des Amtsblatts – ein Foto abgedruckt.
Ab 1954 erschienen – hinsichtlich Heft- und Seitenzählung getrennt – Beilagen unter dem Titel Beilage zu den Amtsblättern. 1954 waren es 12.

#### Weitere Veröffentlichungen
Weiter gab die Eisenbahndirektion ein Verzeichnis der Stationen des Eisenbahndirektionsbezirks Mainz heraus.
Schon kurz nach ihrer Gründung gab sie einen Taschenfahrplan für ihren Zuständigkeitsbereich heraus.
1913 erschienen die Geschäftliche[n] Nachrichten für den Eisenbahndirektionsbezirk Mainz. Als Beginn einer Serie gedacht, von der aber aufgrund des Ausbruchs des Ersten Weltkriegs nicht mehr als dieses eine Heft erschien, geben sie eine detaillierte Aufstellung zu allen Dienststellen der Direktion und ihren Zuständigkeitsbereichen und damit eine hervorragende Übersicht über die Eisenbahndirektion.
1934 erschien eine „Sammlung betrieblicher Vorschriften für den RBD-Bezirk Mainz“. Zudem widmet sich eine komplette Ausgabe des Amtsblatts unter der Überschrift „Amtssprache“ der Sprachpflege. In der Folge wurde vereinzelt eine Rubrik „Sprachpflege-Ecke“ in das Amtsblatt eingeschaltet.
Um 1937 erschien – wohl monatlich – ein Mitteilungsblatt der Reichsbahndirektion Mainz. Darin wurden Veranstaltungen von überörtlicher Bedeutung im Bezirk der Direktion und angrenzenden Bereichen bekannt gemacht. Diese Mitteilungen sollten Reisen zu den Veranstaltungen und damit Verkehr generieren.
Voll Stolz veröffentlichte die Direktion 1948 einen „Abschlußbericht“ zur erfolgreichen Durchführung ihrer Transportleistungen anlässlich des 72. Deutschen Katholikentags in Mainz, der ersten Großveranstaltung nach dem Zweiten Weltkrieg in ihrem Zuständigkeitsbereich.
Zum 40-jährigen und 1956 zum 60-jährigen Jubiläum des Bestehens der Direktion erschienen jeweils Festschriften. Die Festschrift von 1937 fand in großer Zahl als Sonderdruck Verbreitung unter den Bediensteten der Direktion.

## Wissenswert
- Die Bauakten und andere Unterlagen der Reichsbahndirektion Mainz sind im Zweiten Weltkrieg verbrannt, deren Zweitausfertigung bei der Evakuierung mit einem Zug in Bayern verschollen.[517] 1944 war noch verfügt worden, dass eine Wiedervorlage „nach Kriegsende“, wenn sinnvoll, zulässig sei.[518]
- Jährlich wiederkehrender Tag mit Spitzenauslastung der Züge im Direktionsbezirk war der Rosenmontag. Dessen reibungslose Bewältigung veranlasste den Direktionspräsidenten auch schon mal zu einem außerordentlichen Dank an die Mitarbeiter.[519]
- Die Reichsbahndirektion Mainz gab auch Hinweise zur Überwinterung von Geranien.[520]
- 1944 wurde von der Direktion für den Raum Darmstadt ein Reichsbahnzahnarztwagen aufgestellt, zunächst im Bahnhof Reinheim (Odenw). Behandelt wurden hier Mitarbeiter der Reichsbahn.[521]